# متحف الدبابات الملكي
متحف الدبابات الملكي هو متحف عسكري يقع في عمّان، المملكة الأردنيّة الهاشميّة. يُعَد الأول من نوعه عربيًا، وواحدًا من أكبر المتاحف التاريخيّة للدبّابات ومن أكثرها تنوعًا في العالم. افتُتح في 29 كانون الثاني/ يناير 2018.
تبلغ مساحة المبنى حوالي 20 ألف متر مربع، مما يجعله أكبر متحف في الأردن. ويضم نحو 110 دبّابة ومُدرَّعة أردنيّة وعربيّة وأجنبيّة معروضة بترتيب زمني، جزء كبير منها أمريكي وبريطاني وسوفييتي وألماني الصنع، بالإضافة إلى صالة مُخصَّصة للصناعات العسكريّة المحليّة. ويشتمل المتحف على مقتنيات أصليّة وأخرى مُرمَّمة ونادرة تعرض تاريخ تطوّر تلك الآليّات العسكريّة منذ عام 1915، وهو من تصميم المعمار الأردني زيد داوود.
خُصَّص جزء كبير من مساحة المتحف للتراث العسكري الأردني من خلال عرض الآليّات العسكريّة التي اُستخدمت في الأردن والمنطقة. وتُظهِر هذه المعروضات الأثر الذي أحدثته الحروب على التحوّلات التي شهدها تاريخ الأردن عبر توفير تجربة تثقيفيّة وتفاعليّة للزوّار باستخدام تقنيّات مرئيّة ومسموعة. وبالإضافة إلى المعروضات الدائمة والثابتة، يوفّر المتحف برنامجًا لعروض الدبّابات والمُدرّعات بالمضمار الخارجي أمام الجمهور، حيث تبلغ مساحة أرض المتحف مع الساحات المحيطة 100 ألف متر مربع.
استغرق بناء وتجهيز المتحف نحو عشرة سنوات، وله مجلس أمناء يضم بعضويته عدّة جهات منها أمانة عمان الكبرى، مركز الملك عبد الله الثاني للتصميم والتطوير، العمليّات الخاصّة الملكيّة بالإضافة إلى متحف السيّارات الملكي، وآخرين.

## التاريخ

### تأسيس المتحف
كان في الأردن منذ عام 1977 متحف حربي واحد مُختَص بالتاريخ العسكري الأردني على مستوى عَرض الآليّات العسكريّة والأسلحة بترتيب زمني، هو متحف صرح الشهيد، والكائن في المدينة الرياضيّة في عمّان.
لقد تم إنشاء متحف الدبّابات الملكي بعد أن شهد الأردن مؤخرا نقلة كبيرة في نوعيّة المتاحف وحجمها وتخصّصها.(1) وتعود فكرة إنشاء هذا المتحف إلى عام 2002، حيث كان مُقرَّرًا له أن يكون في بادئ الأمر في مدينة العقبة جنوب الأردن، وتحديدًا في الجزء المحاذي لميناء العقبة، حيث كان العديد من الآليّات العسكريّة محفوظ هناك في المخازن، ولكن مكان تشييد المبنى تغيّر لاحقًا ليكون في الجزء الشرقي من العاصمة عمّان، بعد أن ساهمت أمانة عمان الكبرى بتوفير الأرض للمشروع والبالغة مساحتها 100 ألف متر مربع.

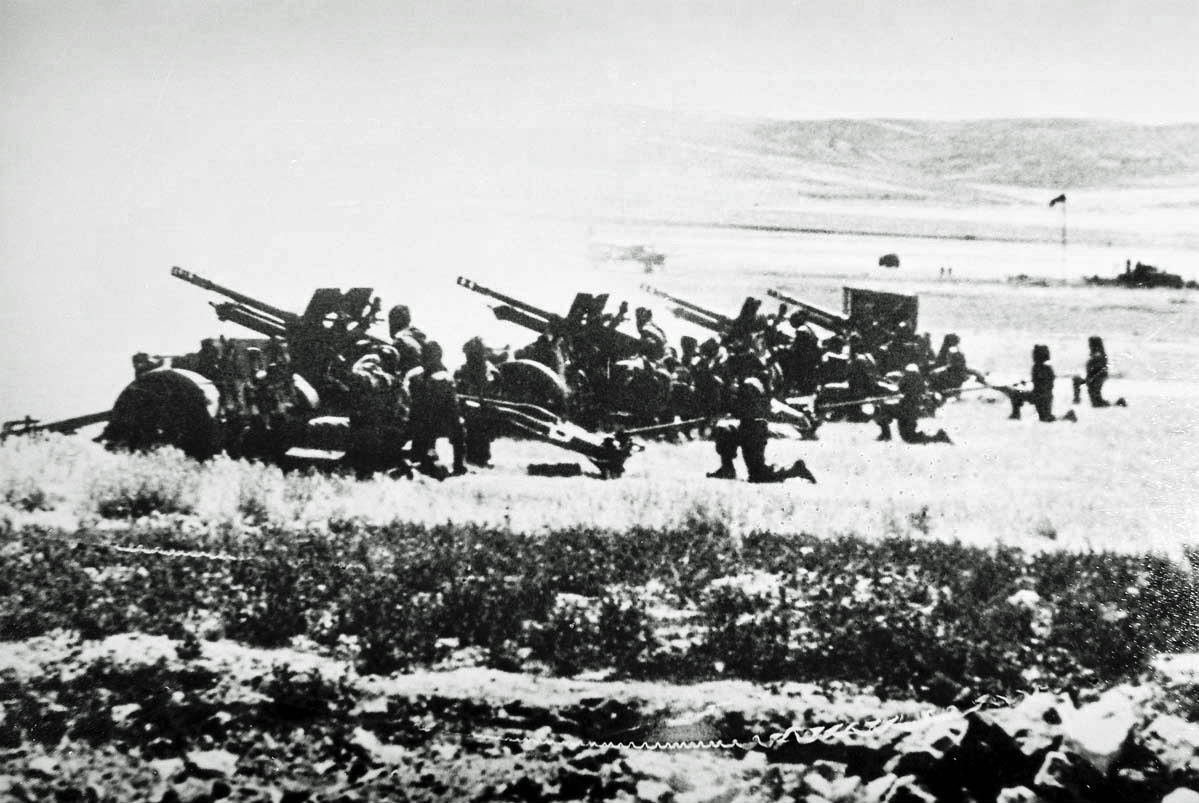
يعرض المتحف التاريخ العسكري الأردني بالإضافة إلى أسلحة عالميّة.

لقد تم البدء بالبناء في عمّان بعد صدور مرسوم ملكي رسمي عام 2007، وقد استغرق الأمر أكثر من عشرة سنوات، إذ افتتح المبنى الملك الأردني عبد الله الثاني في 29 كانون الثاني/ يناير 2018 ضمن احتفالات المملكة بمئويّة الثورة العربيّة الكبرى ومرور خمسين عامًا على معركة الكرامة.
لقد كان الهدف من إنشاء المتحف الحفاظ على الدبّابات والآليّات والمُدرَّعات التابعة للقوات المسلّحة الأردنيّة وأخرى من التراث العسكري العالمي وعرضها للزوار، وقد جرى الاحتفاظ برقم وحدة الجيش لكلّ دبّابة وبلونها الأصلي، وتم ترميم الأقسام الداخليّة فيها، كما أن ترميم الدبّابات كان تحت إشراف مجلس أمناء المتحف ودائرة التراث الأردني، وبمساعدة مُتخصِّصين عالمييّن.
استقبل المتحف ما يزيد عن 13 ألف زائر خلال الأيّام الأربعة الأولى لتشغيله حسب القائمين عليه، منهم مسؤولون ومُلحَقون عسكريّون لدول أخرى. وينظِّم المتحف أيضًا منذ افتتاحه جولات تعليميّة لطلاب المدارس من خلال عدد من الوسائل التفاعليّة التي تشرح تاريخ الدبّابات. ولقد تمّت تغطية جزء كبير من كُلَف الإنشاء والكُلَف التشغيليّة من خلال التبرّعات.
يُعتَبر هذا المتحف الثاني من نوعه في منطقة الشرق الأوسط، فقد عملت إسرائيل على افتتاح متحف للدبّابات والآليّات العسكريّة في اللطرون عام 1982، وذلك بعد احتلالها للضفّة الغربيّة في حرب 1967، والتي كانت تحت الإدارة الأردنيّة قبل ذلك. كما تقع معظم متاحف الدبّابات العالميّة الأخرى في كل من ألمانيا وإسبانيا وأستراليا وبريطانيا وبلجيكا وبولندا وجمهوريّة التشيك وروسيا وسلوفاكيا وسويسرا والصين وفرنسا وفنلندا وكندا والهند وهولندا والولايات المُتحدة. ولقد دعم عددٌ من متاحف الدبّابات تلك هذا المشروع، حيث ساعد كل من متحف الدبابات في دورست ومتحف الحرب الإمبراطوري في لندن في التنظيم.

### تاريخ القوة البرية

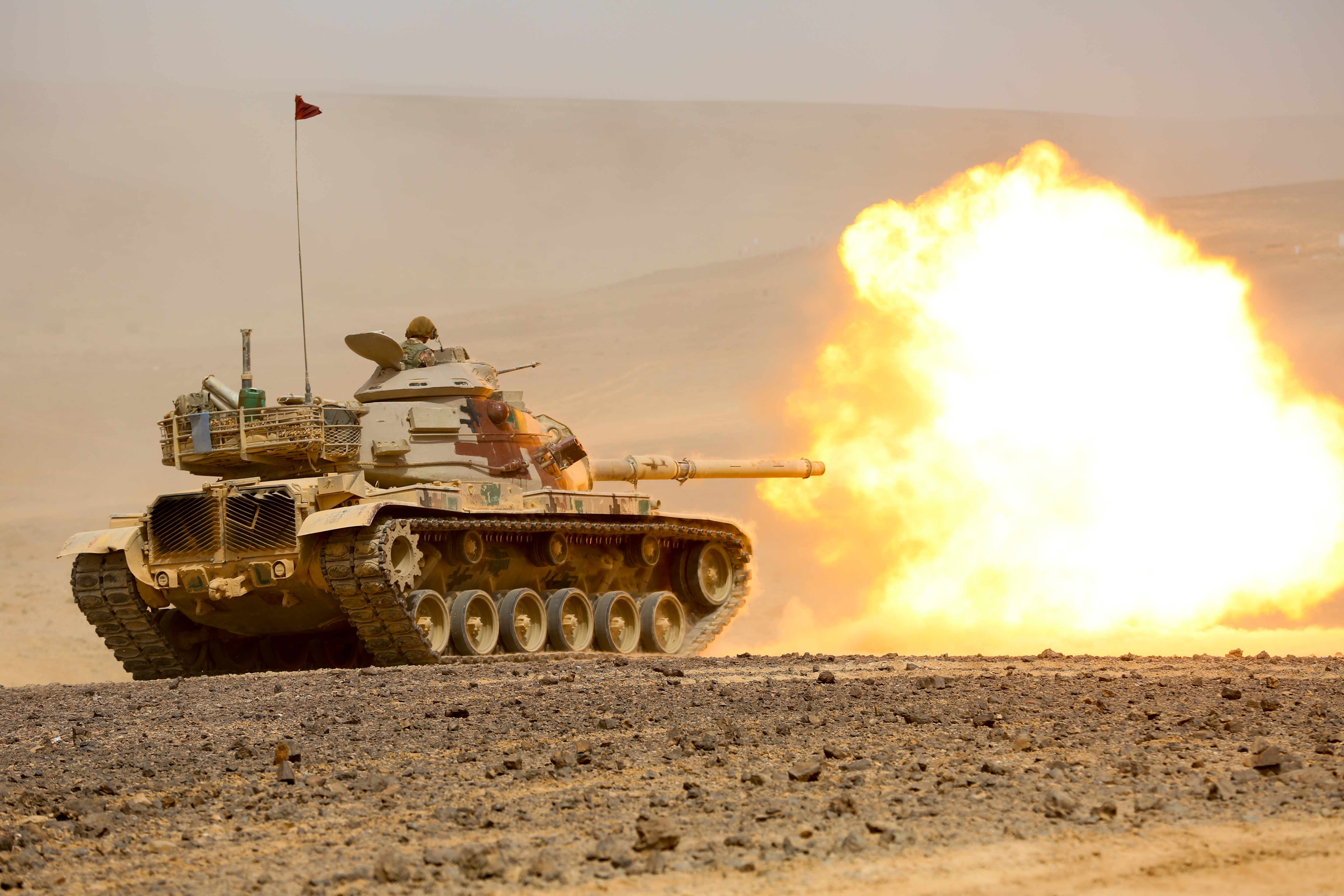
دبّابة إم-60 فونيكس أردنيّة.

يعرض المتحف الكثير من الأسلحة التي امتلكتها القوّات البريّة الملكيّة الأردنيّة منذ تأسيسها عام 1920، والتي وصل عددها إلى 46 نوع دبّابة ومُدرَّعة ومركبة، منها ما يزال في الخدمة ومنها ما خرج. ويمتلك الأردن مجموعة مُتنوِّعة من دبّابات المعارك الرئيسيّة والدبّابات الخفيفة يصل عددها إلى 1,321 دبّابة، ومركبات مُدرَّعة يصل عددها إلى 2,547 مُدرَّعة، ومدافع ذاتيّة الحركة يصل عددها إلى 461 مدفعًا، مما يجعله يحتل المرتبة 18 بقوّة سلاح الدبّابات والمرتبة 30 بقوّة سلاح المُدرَّعات والمرتبة 15 بقوّة سلاح المدفعيّة الذاتيّة على مستوى العالم (2018)، كما امتلك الأردن أسلحة أخرى كمُدمّرات الدبّابات سواءً كانت بعجلات أو مُجنزَرة، وسلاح المدفعيّة، ومركبات المشاة القتاليّة، وراجمات الصواريخ.
لقد كان مدفع بوفورز 40 ملم أول مدفعيّة مُضادة للطائرات تخدم في القوّات الأردنيّة، كما كانت مُصفَّحة مارمون-هرينجتون الجنوب إفريقيّة أول مُدرَّعة، بينما كانت دبّابة إم 4 شيرمان الأمريكيّة أول دبّابّة، والتي تلاها كل من دبّابة سنتوريون البريطانيّة، ودبّابة إم-47 باتون الأمريكيّة، ودبّابة إم-48 باتون الأمريكيّة، ودبّابة إم-60 الأمريكيّة، ودبّابة تشيفتن البريطانيّة، وأخيرًا دبّابة تشالنجر-1 البريطانيّة. ولقد أدخلت القوّات المُسلّحة الأردنيّة بعض التعديلات على البعض من تلك الدبّابات، حيث أدت هذه التغييرات إلى مساعدة الدبّابة في الحركة لمسافات أطول وزيادة القدرة بالنسبة للوزن وخفض تكاليف التشغيل من حيث قطع الغيار والإصلاحات.

### التنوع في العرض
لقد ساهمت عدّة دول بتزويد المتحف بدبّابات ومُدرّعات وآليّات مُسانِدة، إذ تبادلت المتاحف في جمهوريّة التشيك وفرنسا الدبّابات مع الأردن، فيما قامت دول أخرى بإهداء دبّاباتها مثل جمهوريّة ألبانيا وبروناي وإسبانيا وسويسرا وجنوب إفريقيا وسوريا وأذربيجان، بعضها شارك في حروب. كما نشرت وسائل إعلام إسرائيليّة خبرًا يفيد بإهداء إسرائيل المتحف دبّابة ميركافا، ولكن مصادر أردنيّة رسميّة نفت تلك الأنباء. ولقد لَعِبت علاقات الأردن الرسميّة القويّة بحكومات بعض الدول إلى وجود كم مُتنوِّع ونادر من تلك الآليّات العسكريّة، حيث يمكن ملاحظة جزء كبير منها قد خدم في قوات حلف شمال الأطلسي، والجزء الآخر كان من ضمن قوات حلف وارسو.
كما يمتاز المتحف بتنوّع معروضاته الزماني والمكاني، إذ تُقسَم صالات العرض إلى عدة أقسام تأخذ كل منها الزوّار في جولة على النّزاعات المختلفة. فبالإضافة إلى أسلحة الحروب والنزاعات الإقليميّة والعالميّة، ابتداءً من الحرب العالميّة الأولى والثانية إلى الحروب بين العرب وإسرائيل وحرب الخليج، يعرِض المتحف التاريخ العسكري الأردني بشكل مُفصَّل، كما يُركِّز على استخدام تلك الدبّابات ضمن أسلحة القوّات المُسلّحة الأردنيّة ودور الأردن في القضيّة الفلسطينيّة. وبالرُغم هذا التنّوع في العرض، إلاّ أن معظم الدبّابات المعروضة بالمتحف هي أمريكيّة وبريطانيّة الصُنُع، مما يعكس تاريخ التحالف الرسمي الأردني مع هذه الدول.

## الوصول والدخول
يقع المتحف ضمن حدائق الملك عبد الله الثاني الممتدة على مساحة 550 دونم في منطقة المقابلين في الجزء الشرقي من عمّان، وتحديدًا على تقاطع شارع الصخرة المشرّفة مع شارع جمال بدران. ويجاور المبنى عدّة معالم كالمدينة الإعلاميّة الأردنيّة ومؤسسة الإذاعة والتلفزيون الأردنيّة والبريد الأردني ومركز قوّات البادية ومديريّة أمن جنوب عمّان، كما أنه لا يبعد عن وسط المدينة سوى 5 كيلومترات إلى الجنوب. ويمكن الوصول إلى المنطقة عبر استخدام حافلات النقل العام على خط 103، أو عبر الخطوط التالية للمناطق المجاورة: 144 و145، مع ضرورة استخدام وسيلة مُكمِّلة أخرى.
يُسمَح التصوير بالمتحف، ويَستلزم الدخول إليه قطع تذاكر يتراوح سعرها بين 2 و 5 دنانير بناءً على العمر وإقامة الزائر (الأطفال المقيمين تحت عمر 12 سنة مجانًا). كما يفتح المتحف أبوابه كل يوم عدا أيّام الثلاثاء، ويضم مواقف واسعة للسيّارات والحافلات، وهو مجُهَّز لذوي الاحتياجات الخاصّة.

## التصميم والإنشاء
صُمِّم المتحف ذو الطراز المُستقبَلي والمكوَّن من طابقين على شكل حُصُن مُربَّع الشكل بأربعة ركائز رئيسيّة، حيث يحاكي التصميم القصور الصحراويّة المنتشرة في البادية الأردنيّة وليمثّل قوّة الدبّابة الفعليّة وقدرتها على التحمّل، كما يُعبِّر الشكل العام عن تصميم الدبّابة. وتعلو المبنى قبّة زجاجيّة تقع بالمنتصف ويتدلّى منها مروحيّة كوبرا هجوميّة، وهو ما يجسّد الانتقال من إرث الأردن القديم إلى المستقبل.

الهيكل المعدني للمتحف أثناء الإنشاء.

لقد تم استخدام مواد مُتعدِّدة في تصميم المبنى من الهيكل المعدني والأعمال الخشبيّة والعوازل الصوتيّة والزجاج والخرسانة المُسلَّحة بالألياف الزجاجيّة. ويُعتبَر المتحف بناءً أخضرًا، حيث يتم تجميع مياه المبنى في خزّان ضخم يقع أسفله ليتم إعادة استخدامها لاحقًا، بالإضافة إلى وجود خلايا شمسيّة لتوليد الطاقة الكهربائيّة النظيفة، كما أنه تم استخدام أنظمة إضاءة خاصّة موفرّة للطاقة معتمدة على تقنيّة صمام ثنائي باعث للضوء وذلك لإنارة المبنى من الداخل.
صَمَّم المبنى مكتب هندسي أردني هو مكتب زيد داوود معماريون، والذي صَمَّم أيضًا جميع أعمال الوسائط المُتعدِّدة والجرافيكس داخل المبنى. كما أشرف على التصميم مكتب سيجما للاستشارات الهندسيّة، فيما قامت عدّة شركات مقاولات بتنفيذ المشروع على عدّة مراحل ابتداءً من عام 2007، منها المؤسّسة المركزيّة للمقاولات، بالإضافة إلى شركة اتحاد المقاولين في إدارة الإنشاء. ولقد تقدّم المشروع لينال عدداً من الجوائز العالميّة حيث أن التصميم فريد من نوعه.
تُقسَم صالات العرض إلى 14 قسمًا مختلفًا زمانيًا ومكانيًا، حيث تحتوي على مؤثّرات صوتيّة ودُمى لجنود وشاشات عرض.

### الطابق الأرضي
يُعَد هذا الطابق هو الطابق الرئيسي بالمبنى، ويشمل على جميع القاعات الأربعة عشر التي تُشكِّل أقسام المتحف، حيث يبدأ الزائر عند صالة الاستقبال والتذاكر بمنطقة ما قبل التسلّح، ثم يليها مساحة مُخصصَّة لفترة الثورة العربيّة الكبرى والحرب العالميّة الأولى، ثم يليها منطقة الحرب العالميّة الثانيّة. تتداخل بعد ذلك قاعات القدس والجيش العربي والقوات المدرَّعة الملكيّة في الخمسينات والستّينات، ثم يدخل الزائر إلى قاعة معركة الكرامة، وبعد ذلك منطقة الحروب العربيّة الإسرائيليّة، إلى أن يصل إلى مركز المتحف والمتمثّل بقاعة الملك عبد الله الثاني، حيث طائرة الكوبرا المُميِّزة لها والمُتدليّة من قبة المتحف الزجاجيّة. ويجاور هذه المساحة عدد من القاعات الأخرى كالدبّابة المقطعيّة والدعم والإسناد. ثم يدخل الزائر إلى كل من قاعتيّ الدبّابات بالمعارك والقاعة الدوليّة، حتى ينتهي بقاعة الصناعات العسكريّة المحليّة التابعة لمركز الملك عبد الله الثاني للتصميم والتطوير. يضم هذا الطابق مساحات خدميّة أيضًا كمتجر الهدايا، الذي يعرض بعض التذكارات المصنوعة محليًا.
يمكن للزائر الصعود من هذا الطابق إلى الطابق العلوي عبر منحدر ملتوٍ يربط الطابقين أو عبر المصاعد. كما يجاوره في الساحات الخارجيّة مضمار قيادة المُدرّعات والدبّابات أمام الجمهور بالإضافة إلى مواقف السيارات.

1. التذاكر
2. فترة ما قبل السلاح
3. الثورة العربية الكبرى
4. الحرب العالمية الأولى
5. الحرب العالمية الثانية
6. الجيش العربي
7. القدس 1948
8. معركة الكرامة
9. الحروب العربية الإسرائيلية
10. الملك عبد الله الثاني
11. الدبابة المقطعية
12. الدعم والإسناد
13. الدبابات في المعارك
14. الصالة الدولية
15. مركز الملك عبد الله الثاني
للتطوير والتصميم
16. حمامات
17. متجر هدايا

| 1. التذاكر 2. فترة ما قبل السلاح 3. الثورة العربية الكبرى 4. الحرب العالمية الأولى 5. الحرب العالمية الثانية 6. الجيش العربي | 7. القدس 1948 8. معركة الكرامة 9. الحروب العربية الإسرائيلية 10. الملك عبد الله الثاني 11. الدبابة المقطعية 12. الدعم والإسناد | 13. الدبابات في المعارك 14. الصالة الدولية 15. مركز الملك عبد الله الثاني للتطوير والتصميم 16. حمامات 17. متجر هدايا |

### الطابق الأول
يضم هذا الطابق مساحات خدميّة وإداريّة، حيث تقع فيه مكاتب الإدارة والموظفين والقائمين على المتحف. كما يشمل كل من مكتبة المتحف، ومركز البحوث والأرشيف، وقاعة محاضرات، ومنصّة للزوّار المهمّين مُشرِفة على مضمار الدبّابات والمُدرَّعات الخارجي المُخصَّص للعروض العسكريّة أمام الجمهور، بالإضافة إلى ركن للألعاب الإلكترونيّة العسكريّة للأطفال الذي يقع بين هذا الطابق والطابق الأرضي.

## الأقسام
يضم المتحف الأقسام التالية وفقًا للترتيب الزمني على منحييَن، الأول تطوّر استخدام الدبّابة في القوّات المُسلّحة الأردنيّة، والثاني التطوّر العالمي للدبّابة:

### صالة الاستقبال

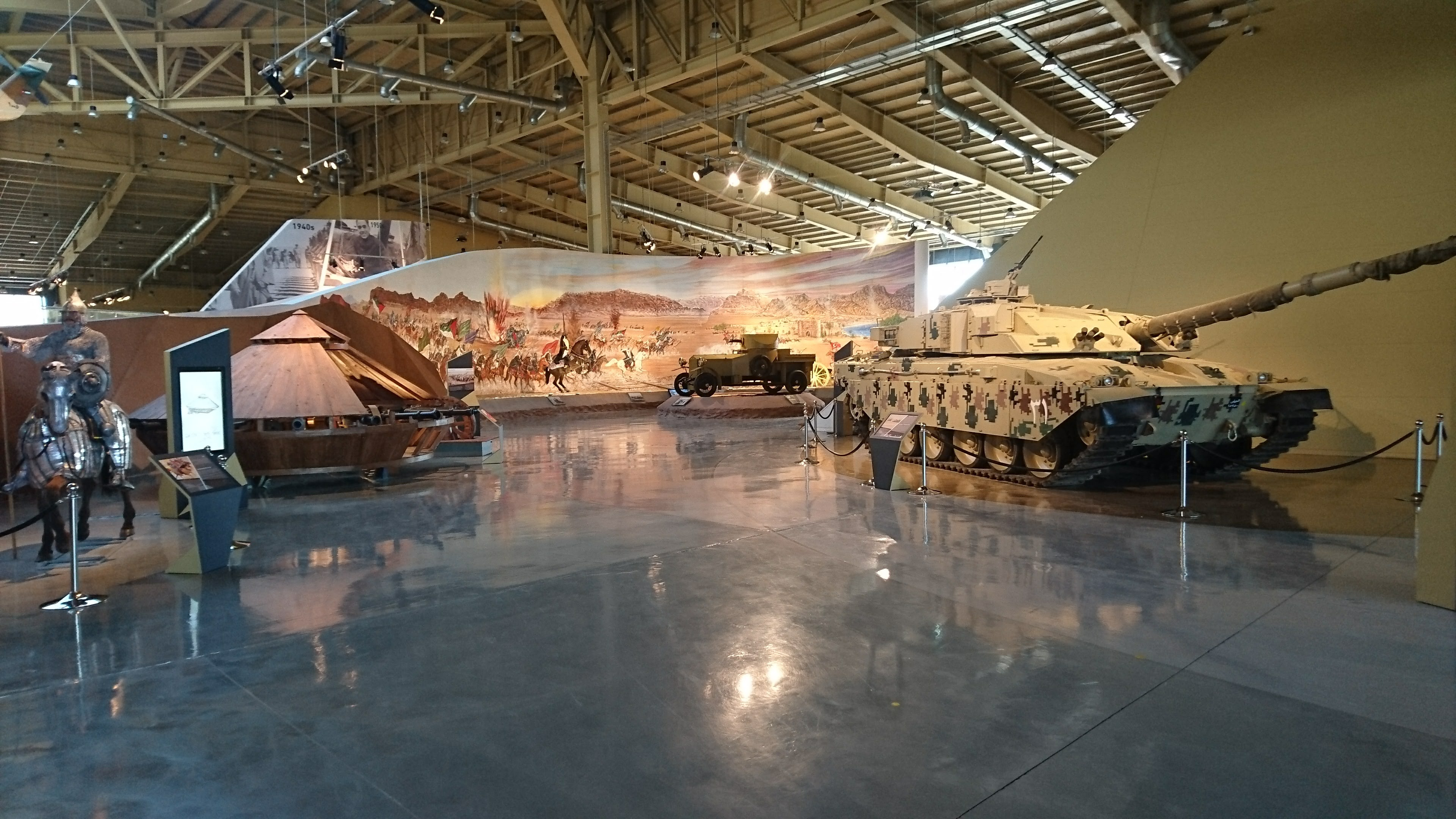
صالة الاستقبال تحوي مجسم دبابة ليوناردو (يسار).

تضم مجسمًا قام المصمم الأردني إسلام خريم بصنعه لأول دبّابة صمّمها الفنان الإيطالي ليوناردو دافنشي في القرن الخامس عشر وهي مركبة ليوناردو القتالية، وهي قادرة على الدوران حول نفسها 360 درجة وتحمل عددًا كبيرًا من الأسلحة. بالإضافة إلى دبّابة الحسين التي تم تطويرها في الأردن، وتمثال لفارس من العصور الوسطى بكامل زيّه.

### صالة الثورة العربية الكبرى والحرب العالمية الأولى
تضم بانوراما ثلاثيّة الأبعاد لأحداث الثورة العربيّة الكبرى في مسرح جنوب الأردن وسيارة رولز رويس عسكريّة نادرة استخدمها الأمير فيصل، كما يضم أول الدبّابات التي تم اختراعها بالعالم والتي تعود إلى فترة الحرب العالميّة الأولى، أهمها دبّابة مارك-1 البريطانيّة.

### صالة الحرب العالمية الثانية

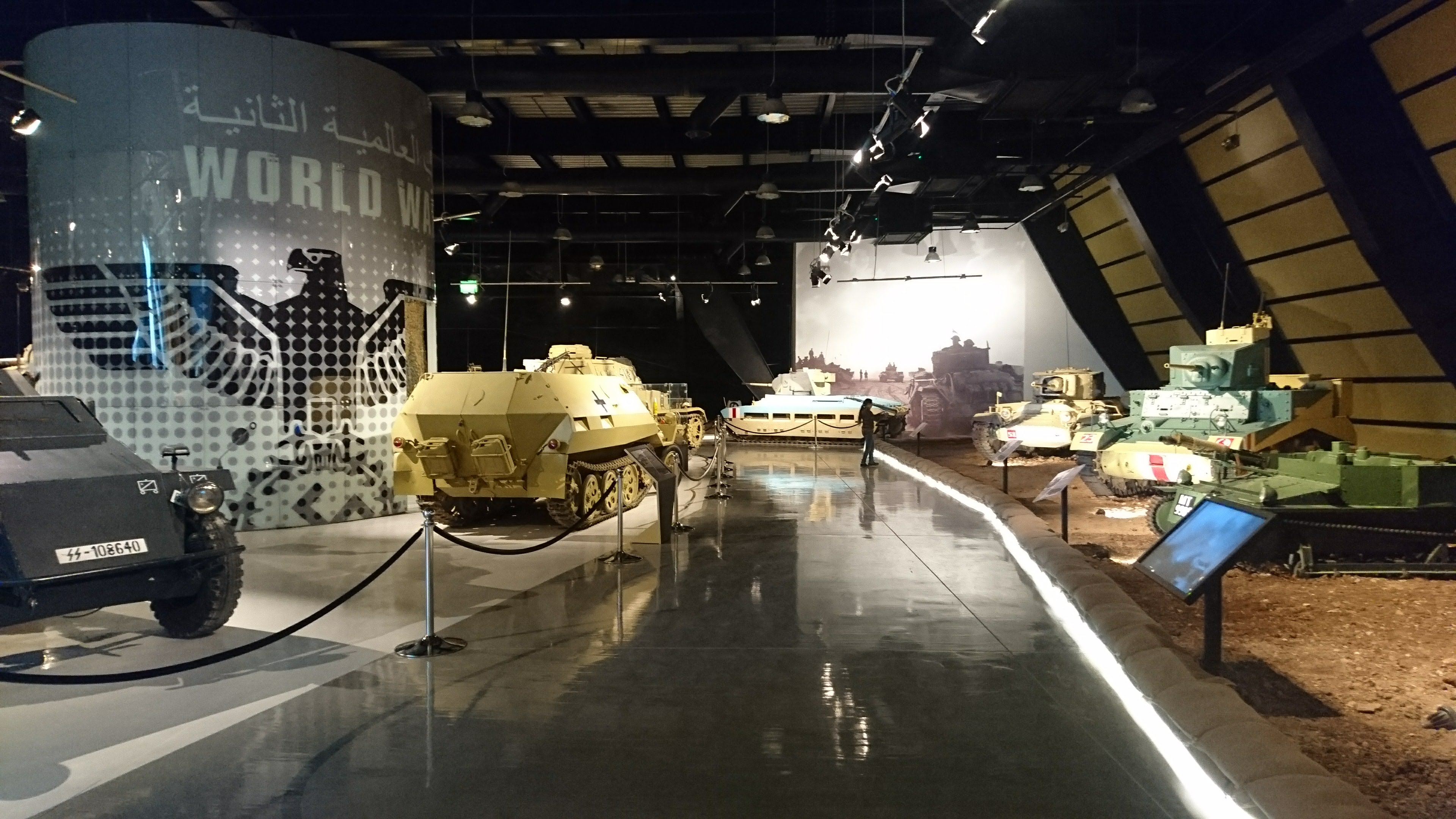
صالة الحرب العالمية الثانية.

تحتوي على عدد كبير من الدبّابات والمُدرّّعات والآليّات الغربيّة والشرقيّة النادرة في فترة الحرب العالميّة الثانية، والتي استخدمتها قوّات الحلفاء والمحور في مسرح شمال إفريقيا والشرق الأوسط، حيث ساهمت قوّات أردنيّة فيه أيضًا. من أهم تلك الدبّابات غرانت إم 3 التي كانت بداية المساعدات الأمريكيّة للبريطانيين في معركة العلمين، ودبّابات ومُدرَّعات ومدمِّرات دبّابات ألمانيّة، من أهمها بانثر، بانزر-4، وهتزر، معظمها كان تابعًا للفيلق الإفريقي ومُلوّنًا باللون الصحراوي المتماشي مع طبيعة تلك المنطقة الرمليّة، بالإضافة إلى دبّابتيّ تشرشل وكروسيدر البريطانيّتين، والمُصفَّحات تي 17 ستاجهاوند وإم 8 جريهاوند ودبّابة إم 4 شيرمان الأمريكيّة، حيث كانت الأخيرة أكثر دبّابة تُصنَّع آنذاك.
كما تضم الصالة دبّابات سوفيتيّة كان لها دور كبير في إنهاء الحرب على الجبهة الشرقيّة كدبّابة تي-34، بالإضافة إلى مُدمِّرة الدبّابات أس يو-100، وهي جزء من مشهد ثلاثي الأبعاد من مدينتيّ ستالينغراد وبرلين أثناء الحرب.

### صالة الجيش العربي
هي جزء مُخصَّص لقوّات الجيش العربي (القوّات المُسلّحة الأردنيّة) في الحرب العالميّة الثانية وما بعدها، حيث قام ببناء آليّات مُدرَّعة خاصّة تم تصفيحها بمشاغل القوّات المُسلَّحة، وقد تم تسليح لواء بها ليشارك في سيناء. كما تضم جزءًا مُخصَّصًا لتعريب الجيش الأردني. ودبّابات استخدمها الجيش الأردني في بداياته مثل دبّابة إم 4 شيرمان الأمريكيّة، ودبّابة تشاريوتير البريطانيّة.

### صالة القدس 1948

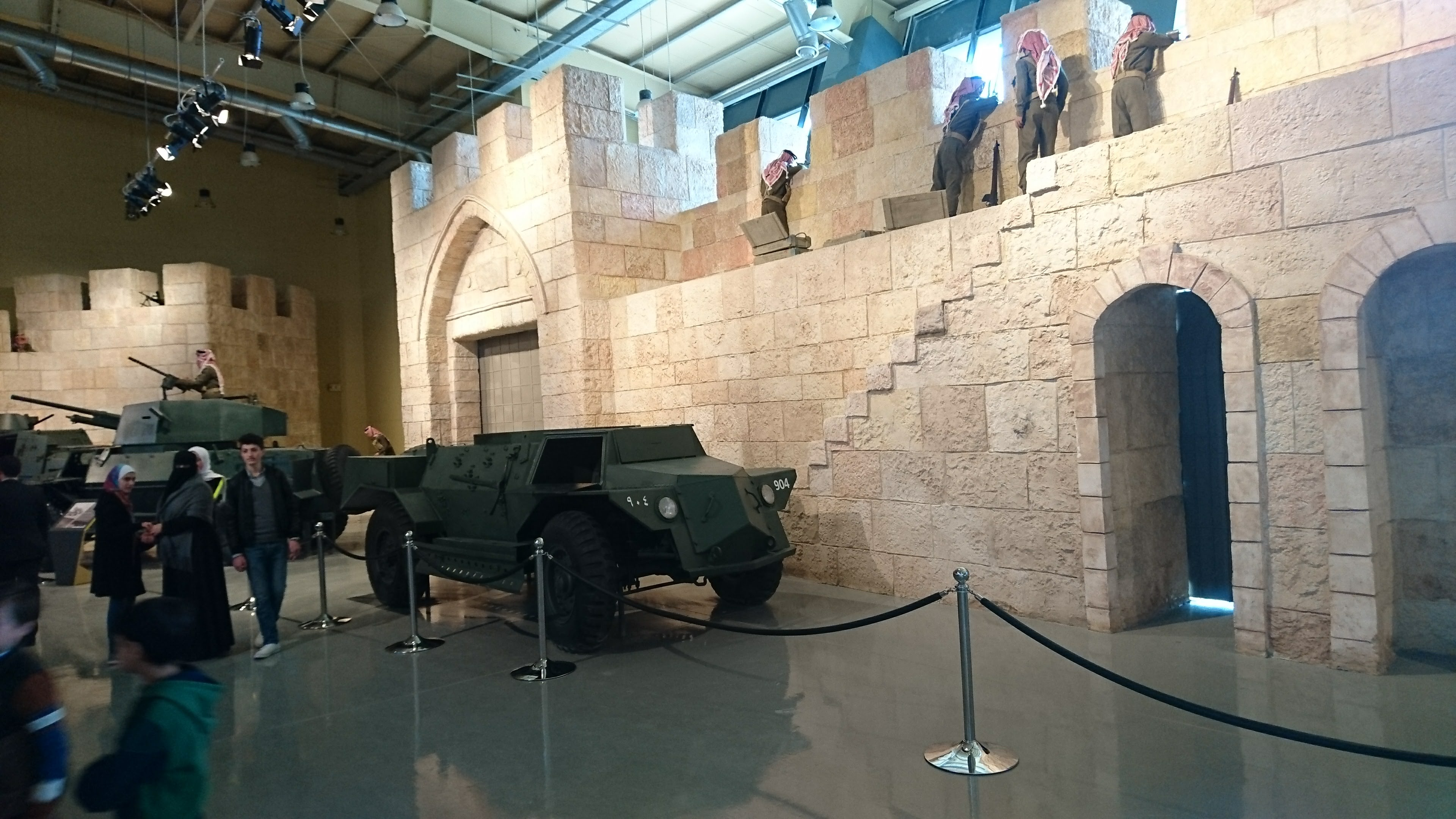
صالة القدس 1948.

تضم مشهدًا ثلاثي الأبعاد لجزء من أسوار القدس حيث كانت القوّات المُسلّحة الأردنيّة تدافع عنها، مع وجود لعدد من الآليّات التي استخدمتها ضد القوّات الإسرائيليّة في حرب 1948 مثل مُدرَّعة مارمون-هرينجتون الجنوب إفريقيّة، والتي كانت أول مُدرَّعة تستخدمها القوّات البريّة الملكيّة الأردنيّة، بالإضافة لوجود مُدرّعات أخرى مثل أوتر الكنديّة وهمبر البريطانيّة. كما تضم الصالة مشهدًا آخرًا لمعركة اللطرون غرب القدس عام 1948. ويظهر الجنود الأردنيّون في المشهدين بلباسهم العربي، حيث رفضوا ارتداء الخوذة آنذاك.

### صالة السلاح المدرع الملكي الأردني

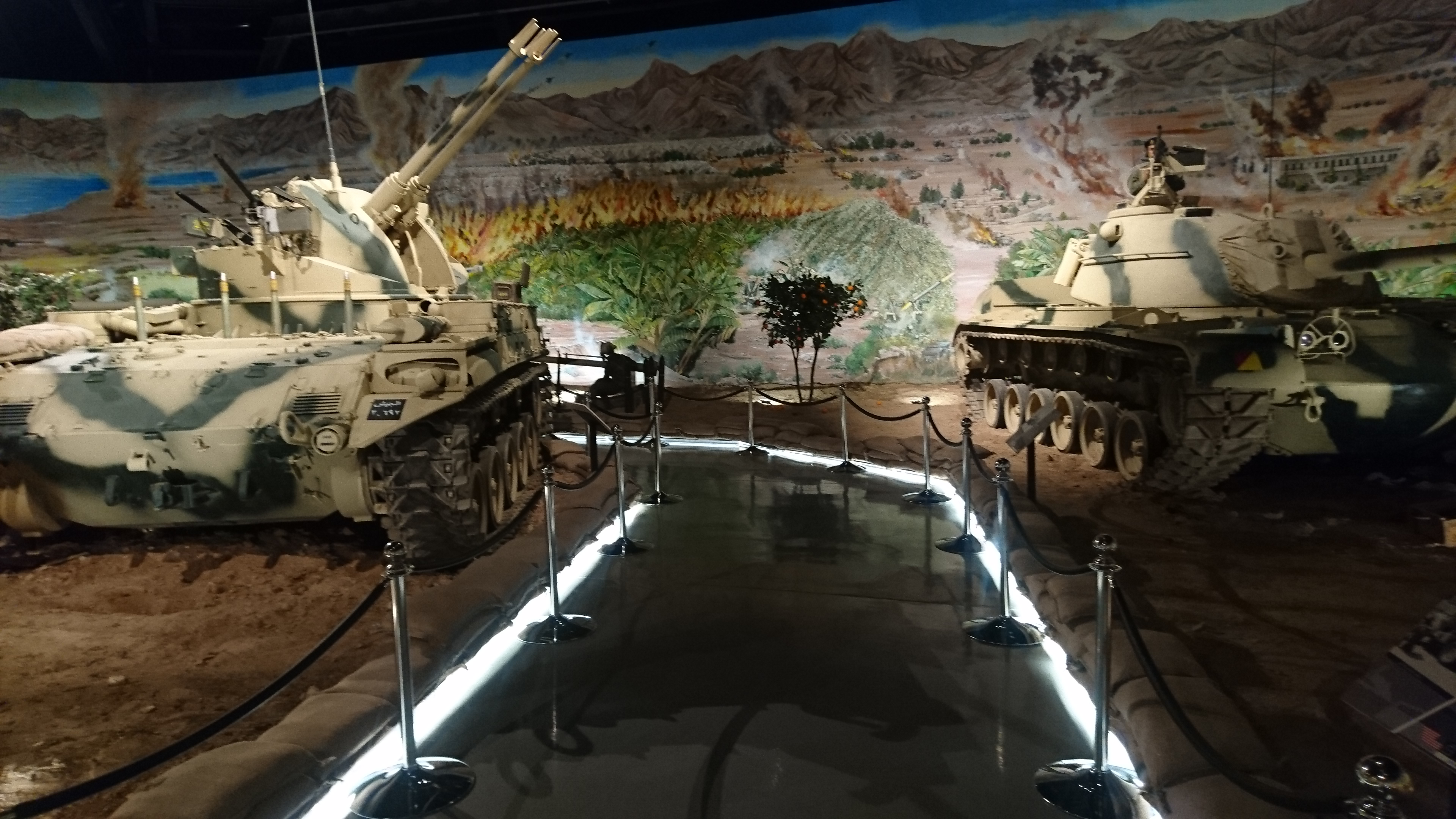
صالة معركة الكرامة 1968.

تحوي آليّات عسكريّة تم تطويرها محليًا في فترة الخمسينات والستينات من القرن العشرين، وتحوي صورًا لجنود وضبّاط الجيش آنذاك.

### صالة معركة الكرامة
تحوي مشهدًا ثلاثي الأبعاد متكاملاً لمعركة الكرامة التي حدثت بين الجيش الأردني والفدائيين من جهة والجيش الإسرائيلي من جهة أخرى عام 1968 بالمعدّات المُستخدَمة، حيث شاركت دبّابات أردنيّة من نوع إم-47 باتون وإم-48 باتون، بالإضافة إلى إم 42 داستر وهي سلاح ذاتي الحركة مضاد للطائرات، ومدافع مُضادّة للطائرات والدبّابات مثل أوردنانس 25 رطل، مع وجود الآليّات العسكريّة الإسرائيليّة الأصليّة التي دُمّّرت وتم سحبها إلى عمّان آنذاك، منها دبّابة سنتوريون البريطانيّة ودبّابة سوبر شيرمان الأمريكيّة. كما تضم الصالة مُخطَّط سير المعركة بشكل ثلاثي الأبعاد والتي كانت على امتداد واجهة طولها 40 كيلومتر.

### صالة الحروب العربية الإسرائيلية
تعرِض الدبّابات والمُدرّّعات التي استعملها الجيش الأردني إلى جانب بعض الجيوش العربيّة ضد إسرائيل في الحروب العربيّة الإسرائيليّة ابتداءً من حرب 1967 مرورًا بحرب الاستنزاف وانتهاءً بحرب 1973 في الجولان، من أهمها مُدرّعة ألفيس صلاح الدين الأردنيّة ودبّابة تي-55 التي استخدمها كل من مصر وسوريا والعراق، بالإضافة إلى دبّابة تي-62.

### صالة الملك عبد الله الثاني

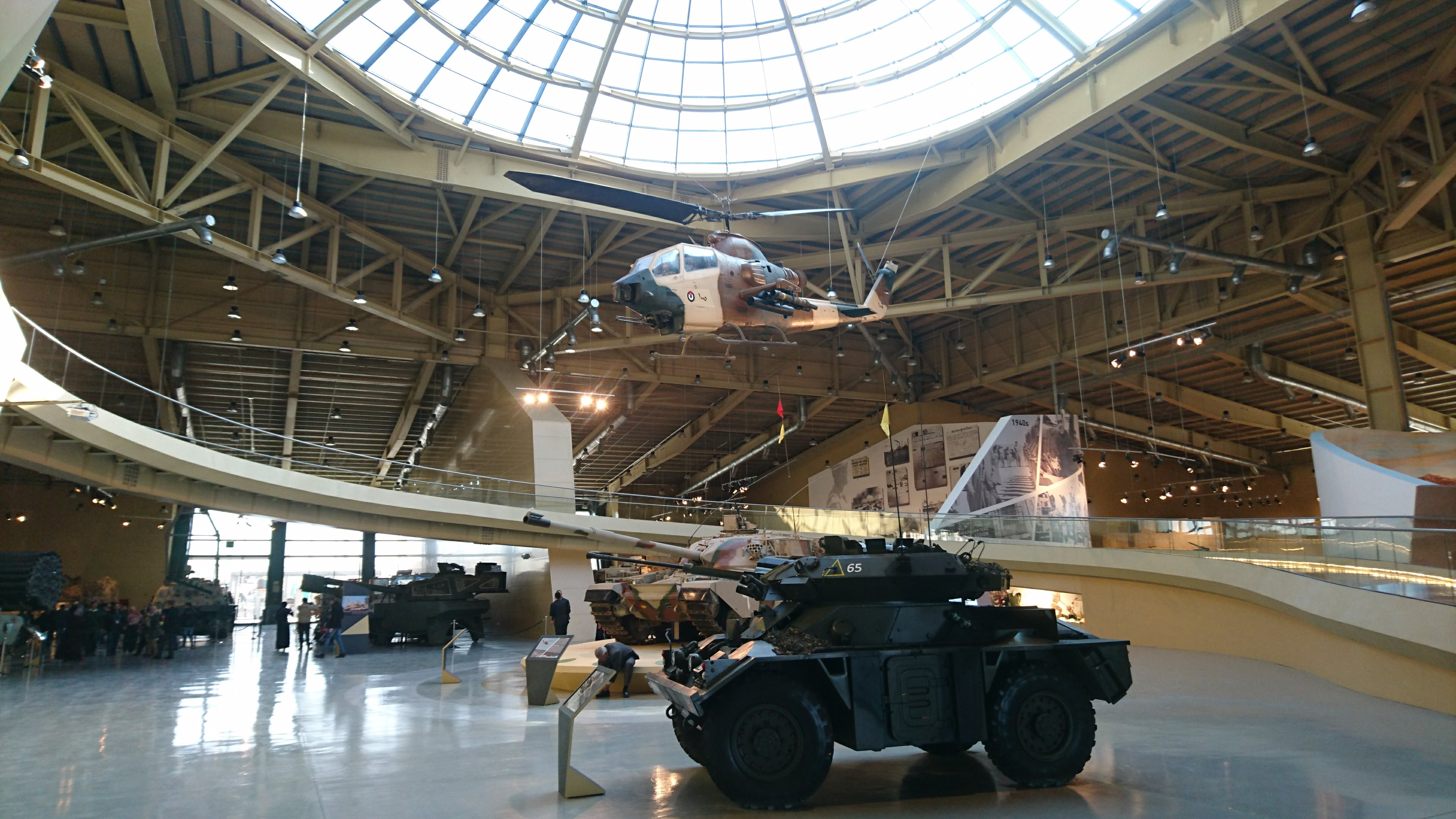
صالة الملك عبد الله الثاني.

تحتوي على مروحيّة كوبرا ودبّابة خالد بن الوليد ومُعدّات عسكريّة استخدمهما الملك عبد الله الثاني أثناء خدمته في السلاح المُدرَّع الأردني.

### صالة الدبابة المقطعية
تحتوي على دبّابة إم-48 باتون أردنيّة مقطوعة من المنتصف، حيث بإمكان الزائر الاطلاع على أجزاء الدبّابة من الداخل بكامل طاقمها من الجنود والذخيرة والتجوّل من خلالها. كما تضم محرك الدبّابة وبعض القذائف المختلفة المُستخدَمة في الدبّابات.

### صالة الدعم والعمليات

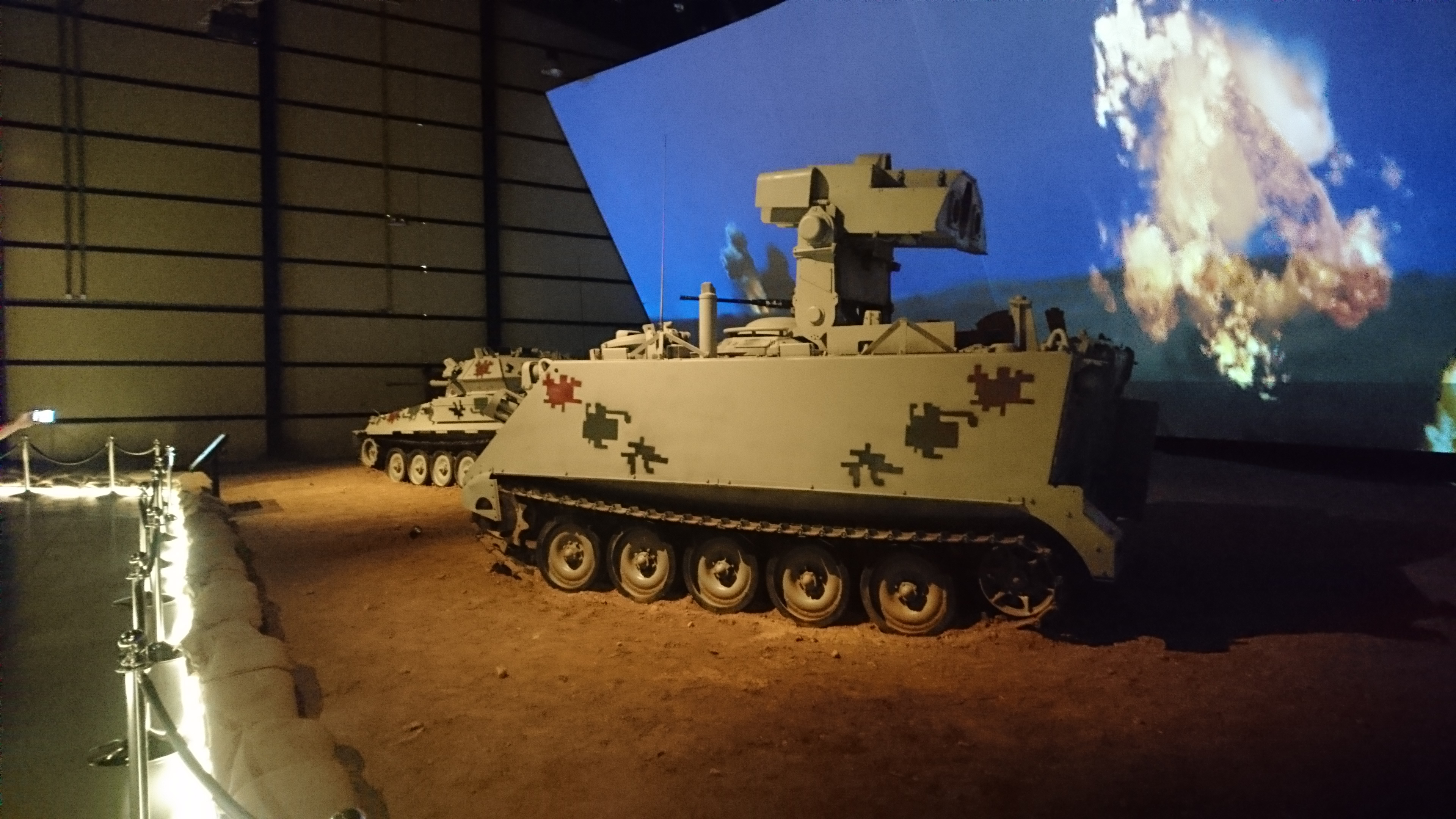
صالة الدبابات في المعركة.

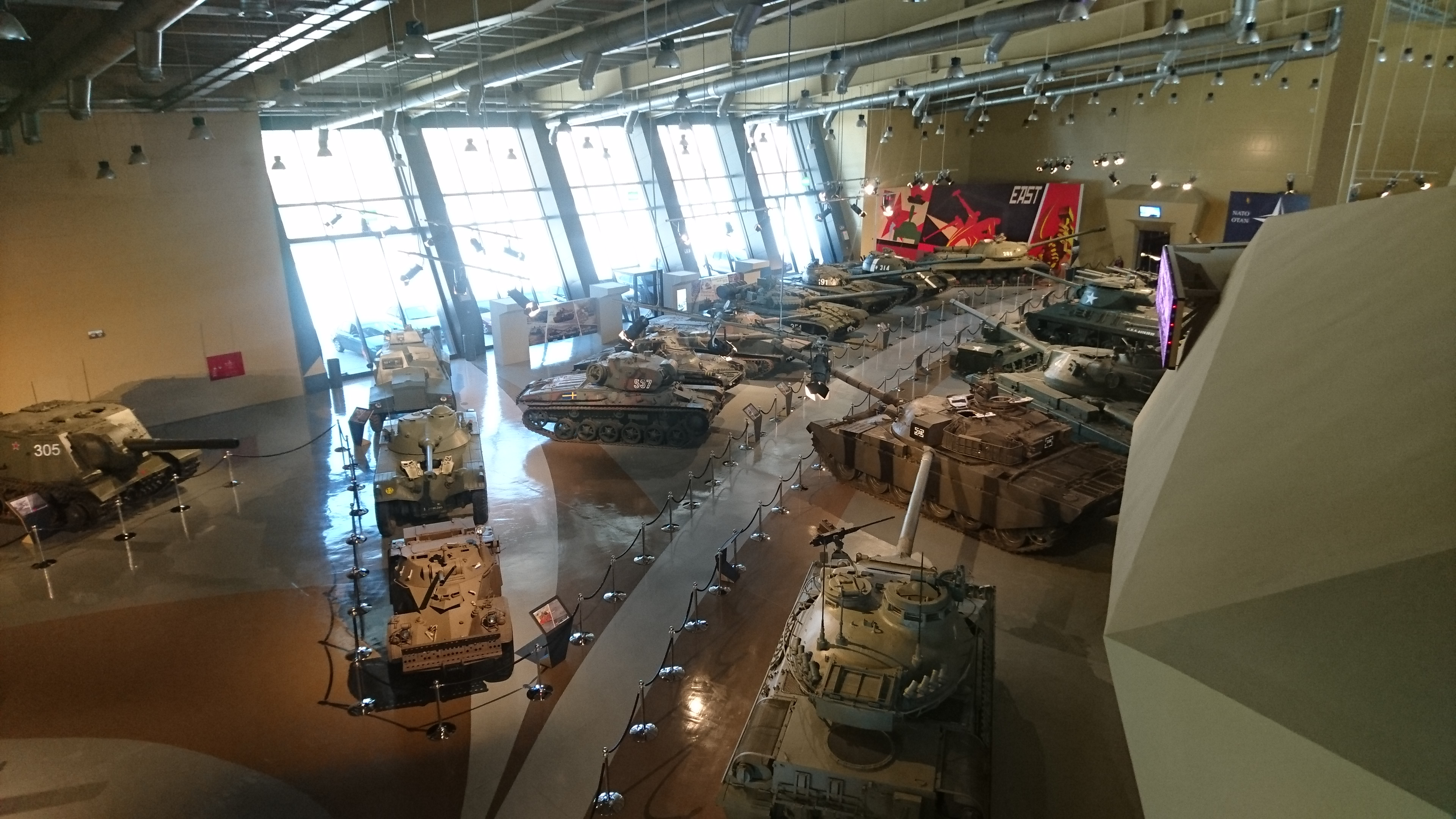
الصالة الدوليّة.

تعرِض الخدمات المسانِدة للدبّابات وآليّة إدارتها إضافة إلى آليّة التدريب على استخدام الأسلحة المسانِدة. وتضم أيضًا مُجسمًا لغرفة عمليّات المعركة.

### صالة الدبابات في المعارك
تُظهِر للزائر كيفيّة عمل الدبّابات بمؤثرات صوتيّة، وتحوي على مجموعات من الآليّات العسكريّة وهي آليّات الاستطلاع، يليها الدبّابات التي يرافقها الأسلحة المقاومِة للطائرات، ثم المشاة الآليّة لتطهير جيوب العدو، ومدافع الإسناد المساعِدة على الاقتحام.

### الصالة الدولية
تحوي دبّابات شرقيّة وغربيّة من كافة أنحاء العالم تم إهداؤها للأردن أو ضمن برنامج التبادل العسكري. تم تصنيف الدبّابات إلى دبّابات حلف شمال الأطلسي الغربيّة على جهة، ودبّابات حلف وارسو الشرقيّة على الجهة الأخرى. من أهم تلك الدبّابات إيوسف ستالن 3 وبي إم بي-1 وبي تي-76 وتي-34 وتي-54 وتي-64 وتي-72 السوفيتيّة، ودبّابات إم 22 لوكست وإم 41 ومدمِّرات الدبّابات إم 36 وإم 50 أونتوس الأمريكيّة، ودبّابات تشيفتن وكونكيرور وكوميت البريطانيّة.

### صالة مركز الملك عبد الله الثاني للتصميم والتطوير
يضم الصناعات العسكريّة المحليّة الأردنيّة التي يعمل عليها مركز الملك عبد الله الثاني للتصميم والتطوير. تضم الصالة عدد من الآليّات المُصفَّحة مثل المارد والجواد وستاليون، والتي تُستخدم في عمليّات حفظ السلام والأمن الداخلي والدوريّات. بالإضافة إلى مركبات عسكرّية مُتعدِّدة الأغراض مثل آليّات سوسنة الصحراء والوشق والوحش وهي آليّات دفع رباعي مُدرّعة.

## مجموعات المتحف
تشمل مجموعات المتحف أرشيفًا لبعض الوثائق الشخصيّة والرسميّة، والصور الفوتوغرافيّة لمعارك وأفراد القوات المُسلّحة الأردنيّة، بالإضافة إلى مواد الأفلام والفيديو، وتسجيلات التاريخ الشفهي مثل خطابات المعارك التي تُسمع ضمن جولة الزائر ضمن الحقبة الزمنيّة التي كانت فيها، ومجموعة فنيّة كبيرة من أهمها بانوراما الثورة العربيّة الكبرى والمشاهد ثلاثيّة الأبعاد للمعارك في قاعات القدس والسلاح المُدرَّع الملكي ومعركة الكرامة، وغيرها من الأعمال الفنيّة. كما تشمل مجموعة المتحف على كتب عسكريّة عديدة موجودة في المكتبة التابعة للمبنى بالإضافة إلى الأبحاث التابعة لمركز للبحوث.
يضم المتحف أيضًا قاعات مُتخصِّصة تروي أحداثًا حاسمة من تاريخ الأردن والمنطقة والعالم، حيث يوفّر تجربة تثقيفيّة وترفيهيّة للزوّار باستخدام التقنيات المرئيّة والمسموعة. كما قام المتحف بإصدار رزنامات تشمل مجموعة خاصّة من معروضات المتحف من دبّابات يعود تاريخها للحرب العالميّة الثانية ومُصوَّرة في مناطق مُختلفة في الأردن.
القائمة التالية هي بأسماء معظم الدبّابات والمُدرّّعات العالميّة المعروضة والتي تم إنتاجها غالبًا في الاتحاد السوفيتي/ روسيا أو ألمانيا النازيّة أو بريطانيا أو الولايات المُتحدة، بالإضافة إلى بعض الآليّات التي تم التعديل عليها أو إعادة إنتاجها أو تسميتها في الأردن ومنطقة الشرق الأوسط، بالإضافة إلى وجود عدد كبير من الأسلحة الأخرى مثل المدافع وعربات النقل ومركبات الإسناد والدرّاجات الناريّة العسكريّة وغيرها:

### مجموعة الشرق الأوسط
| الدولة  | الآليّة العسكرية   | النوع                          | الصورة | بلد المنشأ                     | الملاحظات |
| ------- | ----------------- | ------------------------------ | ------ | ------------------------------ | --- |
| الأردن  | راتيل             | مركبة مشاة قتالية              |        | جنوب إفريقيا                   | تم إنتاجها في سبعينيات القرن العشرين في وقت كانت حكومة جنوب إفريقيا تُتَّهم دوليًا بممارسة سياسات الفصل العنصري. حصل الأردن عليها عام 2003، وتخدم في عمليات حفظ السلام. |
| الأردن  | مارمون-هرينجتون   | مركبة مُدرَّعة خفيفة              |        | جنوب إفريقيا · المملكة المتحدة | دخلت الخدمة عام 1940. استخدمها الأردن ضد إسرائيل في حرب 1948. |
| الأردن  | أوتر              | مركبة استطلاع خفيفة            |        | كندا                           | دخلت الخدمة عام 1941، واستُخدمت للاستطلاع خلال الحرب العالميّة الثانية، كما استخدمتها حكومة الانتداب البريطاني على فلسطين للشرطة، فيما استخدمها الأردن ضد إسرائيل في حرب 1948. |
| الأردن  | ألفيس صلاح الدين  | مركبة مُدرَّعة                    |        | المملكة المتحدة                | تم إنتاجها عام 1958 واستخدمتها عدّة جيوش عربيّة. شاركت ضد إسرائيل في حرب 1967. |
| الأردن  | أوردنانس 25 رطل   | مدفع ميدان هاوتزر              |        | المملكة المتحدة                | شارك في معارك القدس عام 1948 ضد القوات الإسرائيلية، وأيضًا في معركة الكرامة عام 1968. |
| الأردن  | تشاريوتير         | دبابة فرسان مدمّرة دبّابات       |        | المملكة المتحدة                | دخلت الخدمة عام 1950 كتطوير لدبّابة كرومويل البريطانيّة، وقد استخدمها الجيش الأردني في الخمسينات ثم بيعت لاحقًا للبنان، حيث استخدمتها لاحقًا عدّة أطراف في الحرب الأهليّة اللبنانيّة. |
| الأردن  | الحسين            | دبّابة معارك رئيسيّة             |        | المملكة المتحدة · الأردن       | يقوم الأردن بالتعديل على دبّابة تشالنجر 1 منذ 1983. ويمتلك منها حاليًا 390 دبّابة. |
| الأردن  | خالد بن الوليد    | دبّابة معارك رئيسيّة             |        | المملكة المتحدة · الأردن       | يقوم الأردن بالتعديل على مدفع دبّابة تشيفتن منذ 1981، حيث أدخل نظام متقدِّم للسيطرة على النيران. يمتلك الأردن منها 274 دبّابة. |
| الأردن  | دايملر دينغو      | آليّة استطلاع                   |        | المملكة المتحدة                | مُدرّعة رباعيّة الدفع تم إنتاجها في بريطانيا بين 1940 و1945. ظلت دول أخرى تنتجها حتى 1968، وقد استخدمها الأردن في الخمسينات. |
| الأردن  | سينتوريون         | دبّابة معارك رئيسيّة             |        | المملكة المتحدة                | شاركت ضد إسرائيل على جبهة الجولان في حرب 1973 ضمن اللواء المدرع 40. |
| الأردن  | طارق بن زياد      | دبّابة معارك رئيسيّة             |        | المملكة المتحدة · الأردن       | يقوم الأردن بالتعديل على دبّابة سينتوريون منذ 1986، إذ تم إدخال نظام متقدِّم للسيطرة على النيران إلى مدفع الدبّابة، والذي يتضمّّن جهاز تحديد المدى الليزري وجهاز استشعار للرياح. كما تم استبدال محرِّك الدبّابة بآخر أكثر تطورًا واستبدال نظام التعليق الأصلي بنظام هيدروليكي هوائي. يمتلك الأردن منها 293 دبّابة. |
| الأردن  | فالنتاين أرتشر    | مدفع ذاتي الحركة مضاد للدبّابات |        | المملكة المتحدة                | تم البدء بإنتاجه عام 1943 ليتم تركيبه على دبابة فالنتاين خلال الحرب العالميّة الثانية. كما استخدمته عدّة جيوش عربيّة كالجيش المصري أثناء العدوان الثلاثي عام 1956. |
| الأردن  | هامبر             | سيارة مُصفَّحة                    |        | المملكة المتحدة                | تم إنتاجها عام 1941، وشاركت ضد إسرائيل في حرب 1948. |
| الأردن  | إم 4 شيرمان       | دبابة متوسطة                   |        | الولايات المتحدة               | أول دبّابة تخدم في صفوف القوات البرية الملكية الأردنية منذ 1942. |
| الأردن  | إم 42 داستر       | سلاح ذاتي الحركة مضاد للطائرات |        | الولايات المتحدة               | شاركت ضد إسرائيل في معركة الكرامة 1968. وتم إغراق إحداها مؤخرًا في مياه خليج العقبة لأغراض سياحيّة وبيئيّة. |
| الأردن  | إم-47 باتون       | دبّابة معارك رئيسيّة             |        | الولايات المتحدة               | شاركت ضد إسرائيل بمعركة الكرامة عام 1968 وقبلها في حرب 1967. |
| الأردن  | إم-48 باتون       | دبّابة معارك رئيسيّة             |        | الولايات المتحدة               | شاركت ضد إسرائيل بمعركة الكرامة عام 1968 وقبلها في حرب 1967. |
| الأردن  | إم-60 فونيكس      | دبّابة معارك رئيسيّة             |        | الولايات المتحدة · الأردن      | يقوم الأردن بالتعديل على دبّابة إم-60 باتون منذ 2003 بتصفيح وتسليح مختلف يحسّن من دقّة الإصابة عند إطلاق النار أثناء الحركة. يمتلك منها 182 دبّابة. |
| الأردن  | إم-113            | ناقلة جنود                     |        | الولايات المتحدة               | ناقلة جنود برمائيّة مُجنزَرة، شاركت ضد إسرائيل في حرب 1967 وحرب 1973، كما استخدمتها إسرائيل أيضًا في ذات الحروب وفي غزو لبنان عام 1982. |
| إسرائيل | أيه أم أكس-13     | دبّابة خفيفة                    |        | فرنسا                          | دخلت الخدمة عام 1952، واستخدمتها إسرائيل في حرب 1956 وحرب 1967 وحرب 1973 على جبهات سيناء والجولان والأردن. كما استخدمتها أطراف كثيرة بالحرب الأهلية اللبنانية. |
| إسرائيل | سينتوريون         | دبّابة معارك رئيسية             |        | المملكة المتحدة                | شاركت ضد الأردن في معركة الكرامة عام 1968، وقد تم تدمير عدد منها وسحبها لعمّان. شاركت في حرب 1967 وحرب 1973. |
| إسرائيل | سوبر شيرمان إم-50 | دبّابة معارك رئيسيّة             |        | الولايات المتحدة               | شاركت ضد الأردن في معركة الكرامة عام 1968، وقد تم تدمير عدد منها وسحبها لعمّان. شاركت في حرب 1967 وحرب 1973. |
| سوريا   | تي-55             | دبّابة معارك رئيسيّة             |        | الاتحاد السوفيتي               | شاركت ضد إسرائيل على جبهة الجولان في حرب 1973. |
| مصر     | تي-62             | دبّابة معارك رئيسيّة             |        | الاتحاد السوفيتي               | شاركت ضد إسرائيل على جبهة سيناء في حرب 1973. |

### الآليات العسكرية العالمية
| الدولة           | الآليّة العسكرية | النوع                        | الصورة | بلد المنشأ             | الملاحظات |
| ---------------- | --------------- | ---------------------------- | ------ | ---------------------- | --- |
| ألمانيا          | بانثر           | دبّابة متوسطة                 |        | ألمانيا النازية        | عملت بين 1943 حتى نهاية الحرب العالمية الثانية عام 1945، وكان القصد من إنتاجها أن تكون مضادة للدبّابة السوفيتيّة تي-34، واستبدال الدبّابات الألمانية القديمة مثل بانزر-3 وبانزر-4.                                                                                                |
| ألمانيا          | بانزر-4         | دبّابة متوسطة                 |        | ألمانيا النازية        | عملت بين 1939 حتى نهاية الحرب العالمية الثانية عام 1945، جاء تصميمها كدبّابة دعم مشاة ولم يكن يُنوى لها في الأصل أن تشتبك مع دروع العدو، إلاّ أنها عملت كدبّابة قتال في مواجهة دبّابات القتال السوفيتيّة تي-34. لقد عُدَّت هذه الدبّابة من أكثر الدبّابات الألمانية تصديرًا في تلك الفترة. |
| ألمانيا          | جاغدبانثر       | مدمّرة دبّابات خفيفة           |        | ألمانيا النازية        | دخلت هذه المُدمّرة الخدمة عام 1944، وهي مبنيّة على تصميم دبّابة بانثر. |
| ألمانيا          | فلاك 88 ملم     | مدفع مضاد للطائرات والدبابات |        | ألمانيا النازية        | تم البدء باستخدامه عام 1932. وكان أحد أشهر وأقوى أسلحة الحرب العالمية الثانية، وقد اشتهر بدقة وكثافة نيرانه وقدرة قذائفه على اختراق مختلف الدروع، لذلك تم تصنيعه بأعداد كبيرة.                                                                                                 |
| ألمانيا          | كيتينكراد       | دراجة نارية نصف مجنزرة       |        | ألمانيا النازية        | تم إنتاجها عام 1939، واستُخدمت على عدّة جبهات في الحرب العالميّة الثانية، كالجبهتين الشرقيّة والغربيّة ومسرح شمال إفريقيا. |
| ألمانيا          | هتزر            | مدمّرة دبّابات خفيفة           |        | ألمانيا النازية        | تم تصنيع هذه المُدمّرة عام 1943 بناءً على تصميم دبّابة بانزر 38 التشيكوسلوفاكيّة الخفيفة ومدمّرة الدبّابات الرومانيّة مارشال. |
| جنوب إفريقيا     | إيلاند أم كيه7  | مركبة مُدرَّعة خفيفة            |        | جنوب إفريقيا           | تم البدء باستخدام هذه المُدرّّعة رباعية الدفع عام 1962، وهي مبنيّة على تصميم المركبة المُدرَّعة بنهارد إيه إم إل رباعيّة الدفع. |
| جنوب إفريقيا     | راتيل           | مركبة مشاة                   |        | جنوب إفريقيا           | تم إنتاجها عام 1977 وشاركت في عدد من النزاعات والحروب الأهليّة الإفريقيّة وحرب اليمن. يستخدمها الأردن منذ 2003. |
| المملكة المتحدة  | تشرشل           | دبّابة مشاة ثقيلة             |        | المملكة المتحدة        | قام الإنجليز بتطويرها حتى تستطيع التغلّب على دبّابة النمر-1 الألمانية في مسرح شمال إفريقيا. |
| المملكة المتحدة  | تشيفتن          | دبّابة معارك رئيسيّة           |        | المملكة المتحدة        | دخلت الخدمة عام 1966 وكانت دبابة القتال الرئيسية للمملكة المتحدة خلال عقد السبعينيات قبل أن تحل محلها دبابة تشالنجر 1. خدمت في عدّة جيوش بالمنطقة منها الأردن والعراق وإيران وإسرائيل.                                                                                          |
| المملكة المتحدة  | فالنتاين        | دبابة مشاة                   |        | المملكة المتحدة        | |
| المملكة المتحدة  | كروسيدر         | دبابة فرسان                  |        | المملكة المتحدة        | تم إنتاجها عام 1941 وخدمت في مسرح شمال إفريقيا خلال الحرب العالمية الثانية، واستُبدِلت بدبّابة إم 3 لي غرانت في معركة العلمين. |
| المملكة المتحدة  | كوميت           | دبّابة فرسان                  |        | المملكة المتحدة        | تم إنتاجها عام 1943 كتطوير لدبّابة كرومويل البريطانية حتى تستطيع مقاومة دبّابات بانثر والنمر-1 الألمانيتين. |
| المملكة المتحدة  | كونكيرور        | دبّابة ثقيلة                  |        | المملكة المتحدة        | دبّابة ثقيلة تم إنتاجها مقابل دبّابة إيوسف ستالن السوفيتية في فترة ما بعد الحرب العالمية الثانية عام 1955، وكان دورها توفير دعم مضاد للدبّابات طويل المدى لدبّابة سنتوريون البريطانية.                                                                                             |
| المملكة المتحدة  | لويد            | ناقلة جنود مدرعة             |        | المملكة المتحدة        | |
| المملكة المتحدة  | مارك-1          | دبّابة ثقيلة                  |        | المملكة المتحدة        | أول دبّابة تُصنَّع في العالم. شاركت بالحرب العالمية الأولى ضد الألمان لأول مرّة على الجبهة الفرنسيّة عام 1916، إلا أنها عانت من مشاكل متعددة بسبب طبيعتها البدائية. |
| المملكة المتحدة  | مالتيدا         | دبّابة مشاة                   |        | المملكة المتحدة        | شاركت بالحرب العالمية الثانية، وبدأ الإنتاج عام 1937 واستمر حتى 1940، وإجمالي ما أُنتج منها 140 دبّابة. |
| المملكة المتحدة  | يونيفرسال       | ناقلة جنود مدرعة             |        | المملكة المتحدة · كندا | |
| روسيا            | أس يو-100       | مُدمِّرة دبّابات                 |        | الاتحاد السوفيتي       | تم تطويرها عام 1943 بناءً على تصميم دبّابة تي-34. تم استخدامها بشكل كبير في نهاية الحرب العالمية الثانية، وفي كل من أزمة السويس، وحرب 1967، حرب 1973، وحرب اليمن. |
| روسيا            | إيوسف ستالن 3   | دبّابة ثقيلة                  |        | الاتحاد السوفيتي       | تم البدء باستخدامها عالميًا عام 1943. أما في الشرق الأوسط فقد شاركت ضمن القوّات المصريّة في حرب 1967 ضد إسرائيل. |
| روسيا            | بي إم بي-1      | مركبة قتال مدرعة             |        | الاتحاد السوفيتي       | مركبة برمائيّة دخلت الخدمة عام 1966. تم استخدامها في حرب 1973 وفي الحرب الأهليّة اللبنانيّة وفي الأزمة السوريّة وفي الثورة الأوكرانيّة. وقد استخدم الأردن مركبة بي إم بي-2 منذ 1987.                                                                                                |
| روسيا            | بي تي-76        | دبّابة معارك رئيسية خفيفة     |        | الاتحاد السوفيتي       | دبّابة برمائيّة لأغراض الاستطلاع والدعم الناري، تم البدء باستخدامها عام 1952. تُعتَبر من الجيل الثاني من دبّابات القتال الرئيسيّة. استخدمها العراق وعدد من الدول الآسيويّة. |
| روسيا            | بي أر دي إم-2   | مركبة برمائية مصفحة          |        | الاتحاد السوفيتي       | |
| روسيا            | تي-34           | دبّابة متوسطة                 |        | الاتحاد السوفيتي       | تم البدء بإنتاجها عام 1940، كان لها دور كبير في إنهاء الحرب العالمية الثانية على الجبهة الشرقيّة وحماية موسكو من السقوط بيد الألمان. |
| روسيا            | تي-50           | دبابة مشاة خفيفة             |        | الاتحاد السوفيتي       | تم تصنيع عدد محدود جدًا منها عام 1941 بسبب الكلفة العالية والتعقيد في التصميم وصعوبة الحركة، رغم أنها كانت تضم تحديثات عن الدبابات السوفيتية السابقة. |
| روسيا            | تي-54           | دبّابة معارك رئيسية متوسطة    |        | الاتحاد السوفيتي       | تم البدء بإنتاجها عام 1949، وقد استخدمتها قوّات حلف وارسو بالبداية، ثم تلتها عدّة دول بالشرق الأوسط كسوريا ومصر. |
| روسيا            | تي-64           | دبّابة معارك رئيسية           |        | الاتحاد السوفيتي       | تم البدء بإنتاجها عام 1964. تُعتَبر من الجيل الثاني من دبّابات القتال الرئيسيّة. |
| روسيا            | تي-72           | دبّابة معارك رئيسية           |        | الاتحاد السوفيتي       | تم البدء بإنتاجها عام 1971. تُعتَبر من الجيل الثاني من دبّابات القتال الرئيسيّة. |
| روسيا            | ستريلا          | صاروخ أرض-جو                 |        | الاتحاد السوفيتي       | تم البدء بإنتاجه عام 1976، وقد تم استخدامه في عدّة نزاعات كالأزمة السوريّة. |
| فرنسا            | أي أم أكس-30    | دبّابة معارك رئيسيّة           |        | فرنسا                  | تم البدء باستخدامها عام 1966. |
| فرنسا            | بنهارد إي بي آر | مركبة مُدرَّعة                  |        | فرنسا                  | كانت هذه المدرعة ثمانيّة الدفع نموذجيّةً في الجيش الفرنسي خلال الخمسينات. وقد تبيّن لاحقًا أنها أثقل من اللازم بالنسبة إلى الكثير من المهام، ويمكن قيادتها باتجاهين متعاكسين. |
| الولايات المتحدة | إم 3 لي جرانت   | دبّابة متوسطة                 |        | الولايات المتحدة       | تم إنتاجها عام 1941، وكانت بداية مساعدة الولايات المُتَّحدة لقوات الحلفاء في الحرب العالمية الثانية. |
| الولايات المتحدة | إم 4 شيرمان     | دبّابة متوسطة                 |        | الولايات المتحدة       | دبّابة متوسطة تم البدء بإنتاجها عام 1942، وكانت الأكثر إنتاجًا في الحرب العالمية الثانية بعدد يزيد عن إنتاج جميع الدبّابات في الرايخ الثالث في فترة الحرب كلها. تتسم بالبساطة وعدم التعقيد وبدروعها، رغم أنها لم تكن ذات كفاءة عالية.                                             |
| الولايات المتحدة | إم 8 جريهاوند   | مُدرَّعة سداسيّة الدفع خفيفة     |        | الولايات المتحدة       | تم إنتاجها عام 1942. |
| الولايات المتحدة | إم 22 لوكست     | دبّابة خفيفة                  |        | الولايات المتحدة       | تم إنتاجها عام 1941 عندما تلقّت إدارة الذخائر الأمريكيّة طلبًا من مكتب الحرب البريطاني، فبدأت العمل على التصميم والإنتاج. استخدمها الحلفاء في الحرب العالمية الثانية والقوّات المصريّة في حرب 1948.                                                                                 |
| الولايات المتحدة | إم 36           | مدمّرة دبّابات                 |        | الولايات المتحدة       | تم البدء بإنتاجها عام 1943، وقد شاركت في الحرب العالمية الثانية في أوروبا بعدها بعام، وفي الحرب الكورية وفي الحرب العراقية الإيرانية. |
| الولايات المتحدة | إم 41           | دبّابة خفيفة                  |        | الولايات المتحدة       | أُنتجت عام 1952 لأغراض استطلاعيّة. استخدمتها عدّة دول من حلف شمال الأطلسي، ودول عربيّة كالأردن وتونس ولبنان، ودول آسيويّة وإفريقيّة. شاركت في الحرب الأهليّة اللبنانيّة وحرب فيتنام.                                                                                                   |
| الولايات المتحدة | إم 50 أونتوس    | قانصة دبابات مُدرَّعة خفيفة     |        | الولايات المتحدة       | مُدرَّعة مُضادة للدروع تم إنتاجها عام 1956، واستُخدمت في حرب فيتنام والحرب الأهليّة الدومينيكانيّة. |
| الولايات المتحدة | إم-60 باتون     | دبّابة معارك رئيسيّة           |        | الولايات المتحدة       | تم البدء بإنتاجها عام 1960، واستخدمتها قوّات من حلف شمال الأطلسي والدول الحليفة لها مثل الأردن. تُعد مصر وتركيا حاليًا أكبر مشغّلين لها في العالم. |
| الولايات المتحدة | تي 17 ستاجهاوند | مركبة مُدرَّعة                  |        | الولايات المتحدة       | مركبة رباعيّة الدفع دخلت الخدمة أثناء الحرب العالميّة الثانية، واستخدمها الأردن في حرب 1948، كما شاركت في الحرب الأهليّة اللبنانيّة. |

دول أخرى
يضم المتحف أيضًا دبّابات ومُدرَّعات وآليّات أخرى من صناعة دول مختلفة مثل السويد، كندا، النرويج، النمسا وغيرها.

### مروحية الكوبرا الهجومية

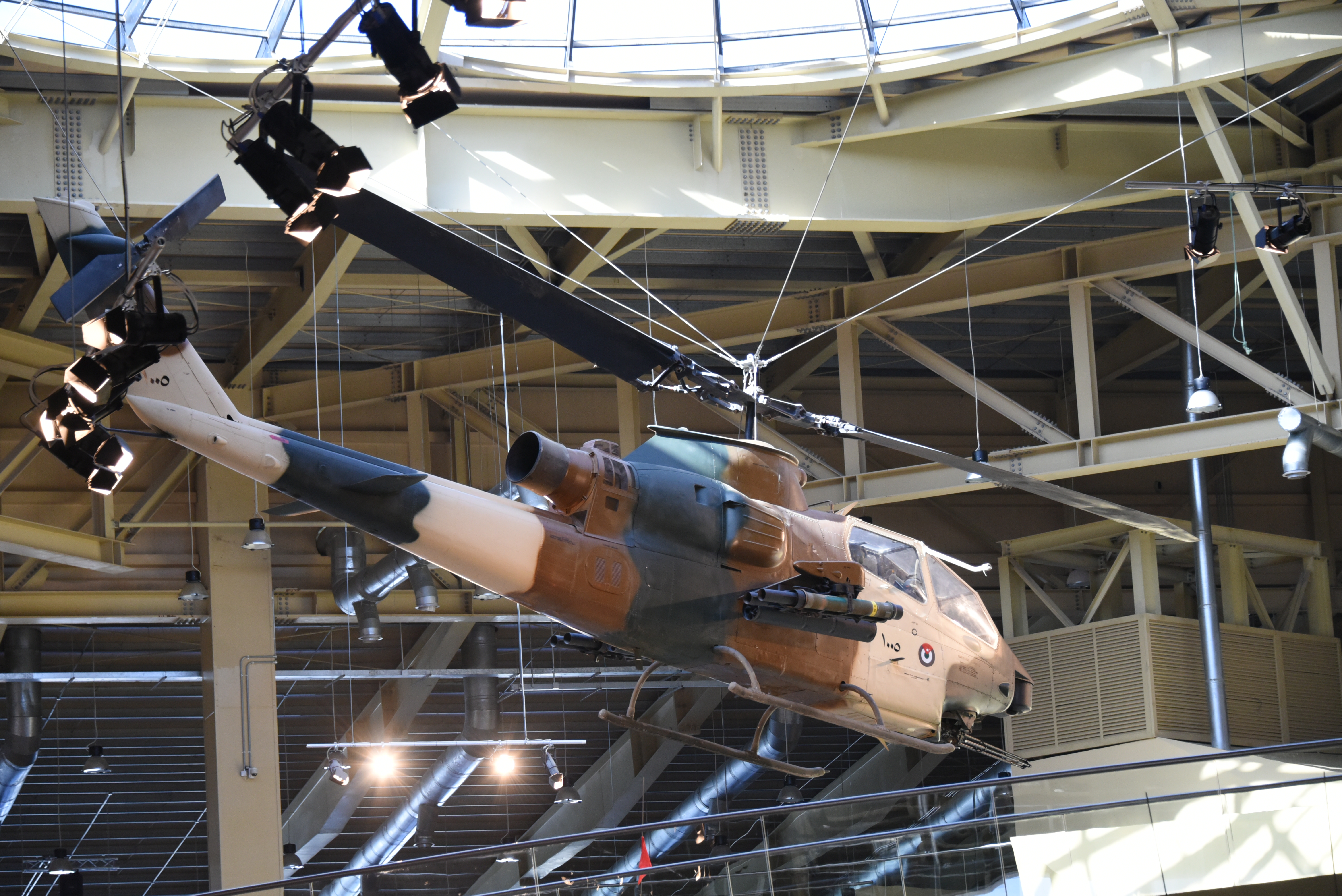
مروحيّة الكوبرا المُتدليّة من سقف المتحف.

تُعَد مروحيّة الكوبرا الهجوميّة المُعلَّقة في منتصف المتحف إحدى أبرز المعروضات وأكثرها اختلافًا. وقد استخدمها الملك عبد الله الثاني أثناء خدمته في القوات المُسلّحة الأردنيّة، والذي عُرِف عنه حُبّه لقيادة المروحيّات في شبابه بعد تخرّجه من أكاديميّة ساندهرست الملكيّة البريطانيّة عام 1980. مازالت هذه المروحيّة عاملة حتى الآن مع العديد من التحديثات التي أُجريت عليها. وقد استخدمها سلاح الجو الملكي الأردني مع عدد آخر من سربَين من مروحيّات الكوبرا منذ ثمانينات القرن العشرين كجناح مقاتل للمروحيّات، والذي نُقل عام 1999 إلى قاعدة الملك عبد الله الجويّة.
لقد تم البدء بإنتاج هذه المروحيّة في الولايات المُتّحدة الأمريكيّة عام 1967 وتحديدًا لحرب فيتنام. وقد استخدمتها القوّات الأمريكيّة وبحريتها، وتم بيعها للعديد من الدول مثل اليابان وإيران وكوريا الجنوبيّة. تُعتَبر الكوبرا قاتلة الدبّابات، حيث تم تسليحها بثماني صواريخ تاو التي تعمل بالتعقّب البصري لمدى يصل إلى 3.7 كيلومتر، إضافةً إلى 38 قاذفة صاروخيّة يصل مداها إلى 6 كيلومتر. وتصل سرعة المروحيّة إلى 350 كيلومتر/ الساعة.

### الصناعات العسكرية الأردنية
عمل الأردن منذ عشرينيات القرن العشرين على صيانة وتعديل عدد من المركبات العسكريّة، ولاحقًا المُدرَّعات والدبّابات، ضمن مشاغل سلاح الصيانة الملكي الأردني حسب مُتطلّبات القوّات المُسلّحة الأردنيّة.

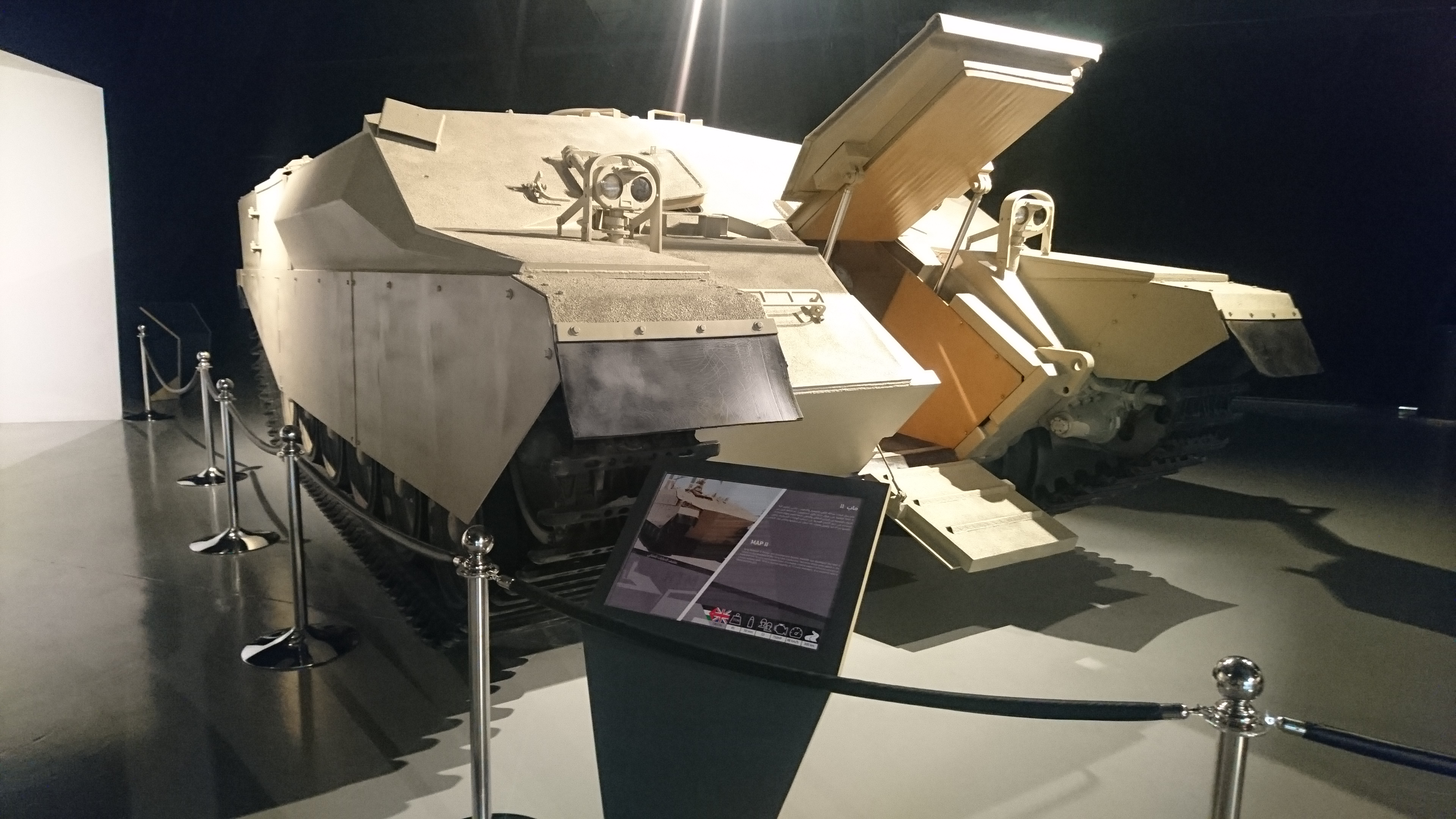
آليّة ماب 2 مبنية على تصميم دبّابة طارق لتقوم بمهام مساعِدة للآليّات المُدرَّعة.

يقع في المتحف قاعة مُخصَّصة لعرض الصناعات العسكريّة المحليّة الأردنيّة التي يعمل عليها مركز الملك عبد الله الثاني للتصميم والتطوير منذ تأسيسه عام 1999، حيث يُصنِّع المركز بعضًا من المركبات والمُدرّعات والمُعدّات، ويقوم أيضًا بالتعديل على البعض الآخر وفقًا لمتطلّبات الجيش. كما يقوم المركز بتصفيح الآليّات الخفيفة والمتوسّطة والثقيلة حسب متطلبات المستخدم، وتجميع وتصنيع آليات خاصّة مُصفَّحة، وتقديم مستويات حماية حسب مواصفات الناتو، حيث تستفيد أكثر من 35 دولة حول العالم من خدمات المركز.
تُعتَبر مُدّرعة المارد والجواد أو ستاليون رباعيّة الدفع من أهم تلك المُدرّعات، والتي تُستخدم في عمليّات حفظ السلام والأمن الداخلي والدوريّات. وقد تم تصدير عدد كبير منها مؤخرًا إلى دول مختلفة في العالم مثل روسيا الاتحاديّة. كما يُعدِّل المركز مركبات عسكرّية مُتعدِّدة الأغراض مثل آليّة ماب 2، بالإضافة إلى آليّات الوشق والوحش وهما آليّات دفع رباعي مُدرّعة متعدِّدة الاغراض ذات قدرة حركيّة عالية، وآليّة سوسنة الصحراء التي تم البدء بإنتاجها عام 2002 وتتمتع بمواصفات متقدمة، وقد تم تصديرها مؤخرًا إلى عدد من الدول العربيّة. كما يقوم الأردن بالتعديل على تسليح مركبة الاستطلاع إف في 101 سكوربيون منذ 2008 بالتعاون مع روسيا.

## حديقة المتحف

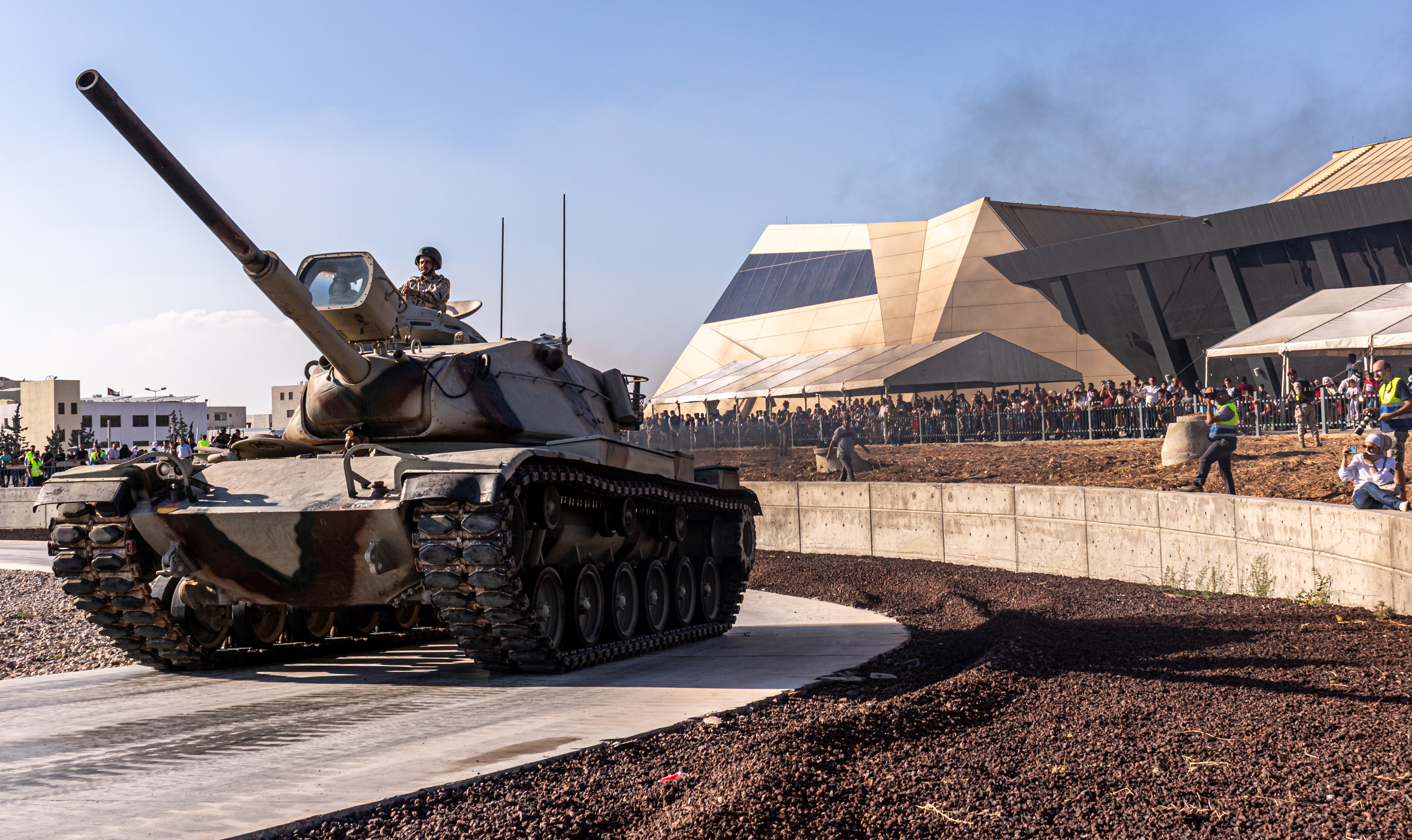
دبّابة إم-60 باتون في عرض عسكري أمام الجمهور في حديقة المتحف.

تعرِض الحديقة المُحيطة بالمتحف عدّة دبّابات ومُدرَّعات أردنيّة في الهواء الطلق استخدمتها القوّات المُسلَّحة الأردنيّة في فترات مختلفة، وشارك بعضها في حروب، مثل مُدرَّعة ألفيس صلاح الدين البريطانيّة، ومُدرَّعة مارمون-هرنغتون الجنوب إفريقيّة/ البريطانيّة، ودبّابتيّ خالد بن الوليد (تشفتن) وطارق (سنتوريون) البريطانيّتين، ودبّابتيّ إم-60 وإم-47 الأمريكيّتين، وقد عمل الأردن على تعديل بعضها في السنوات السابقة.
تبلغ مساحة هذه الحديقة حوالي 80 دونم، وتشمل مواقف السيّارات ومضمار الدبّابات والمُدرّعات والمناطق الخضراء ومناطق العرض والممرّات الخارجيّة ومداخل السيّارات. وقد تم اقتطاعها مع مساحة مبنى المتحف من حدائق الملك عبد الله الثاني التابعة لأمانة عمّان الكبرى، حيث تُشكّل الجزء الشمالي الغربي منها.

## تأجير الأسلحة للأفلام
يُعتَبر قسم تأجير المُعدّات العسكريّة لصناعة الأفلام جزءًا مهمًا من متحف الدبّابات الملكي، حيث أنشئ في عام 2015 لتوسيع الإنتاج السينمائي الدولي داخل الأردن وخارجه لتوفير جميع المُعدّات العسكريّة في مكان واحد، ولتغطّي جميع احتياجات الأفلام المُصوَّرة داخل الأردن من خلال الهيئة الملكيّة الأردنيّة للأفلام. ويوفّر هذا القسم كل ما يتعلّق بالسيّارات والدرّاجات الناريّة (المدنيّة والعسكريّة)، والدبابات الثقيلة والمركبات المُدرَّعة، والشاحنات العسكريّة ومركبات الإمداد، والمدافع الميدانيّة، والأسلحة اليدويّة، والذخيرة، وأجهزة الراديو والمعدات الميدانيّة، والخيام والأثاث، بالإضافة إلى زي الجيوش.

## التعاون المشترك مع المتاحف
- روسيا - متحف الآليّات العسكريّة في فاديم زودوروزني (7 أيار/ مايو 2018) [148]
- المملكة المتحدة - متحف الدبابات في دورست [7]
- المملكة المتحدة - متحف الحرب الإمبراطوري في لندن [7]

## إدارة المتحف
للمتحف مجلس أمناء يضم بعضويته عدّة جهات منها أمانة عمان الكبرى، مركز الملك عبد الله الثاني للتصميم والتطوير، العمليّات الخاصّة الملكيّة بالإضافة إلى متحف السيّارات الملكي، وآخرين.
| مدير المتحف      | الفترة        |
| ---------------- | ------------- |
| م. ماهر الطراونة | (2018 - 2024) |
| نارك سجاجة       | (2024 - الآن) |

## صور

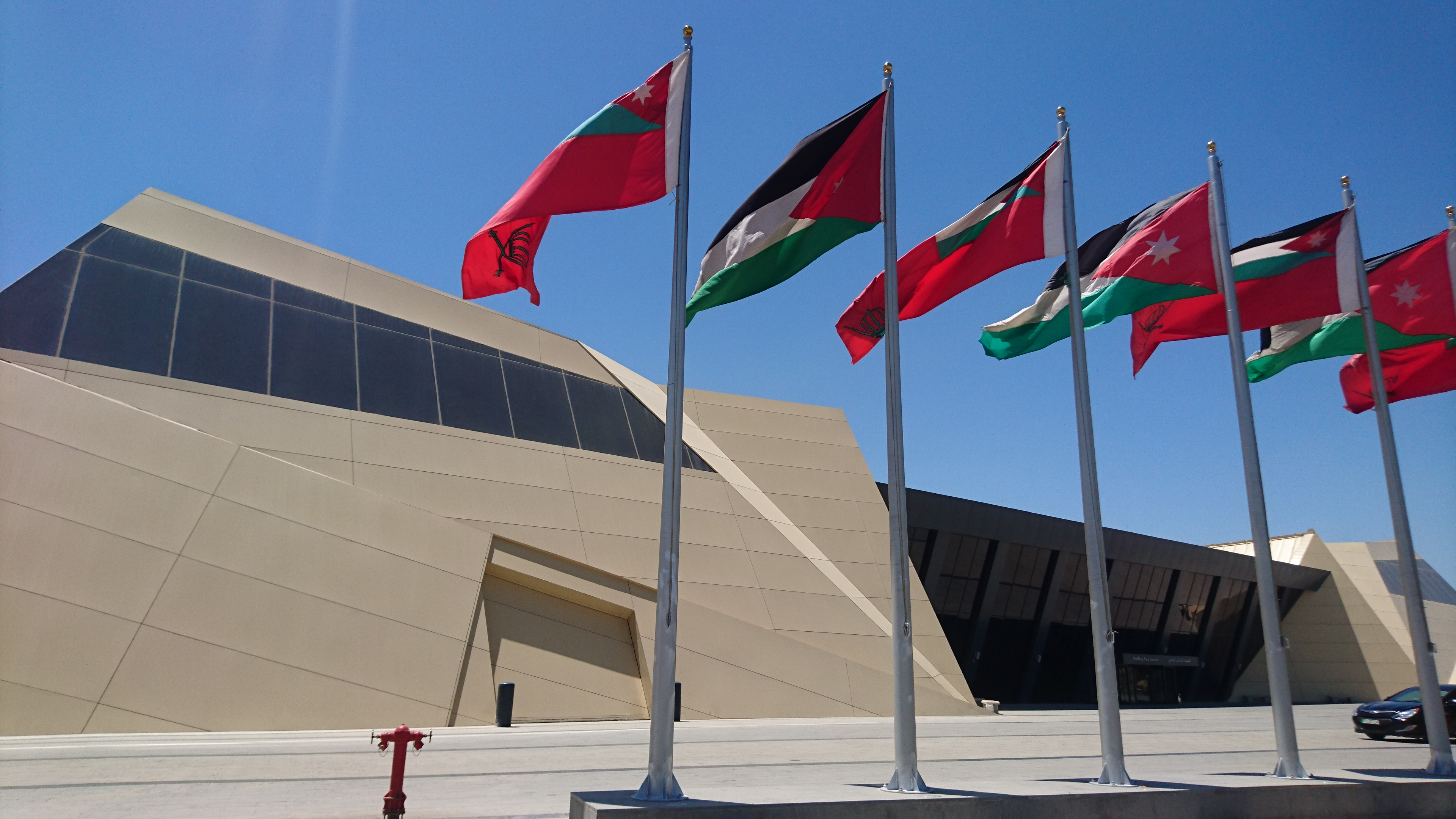
مدخل المتحف
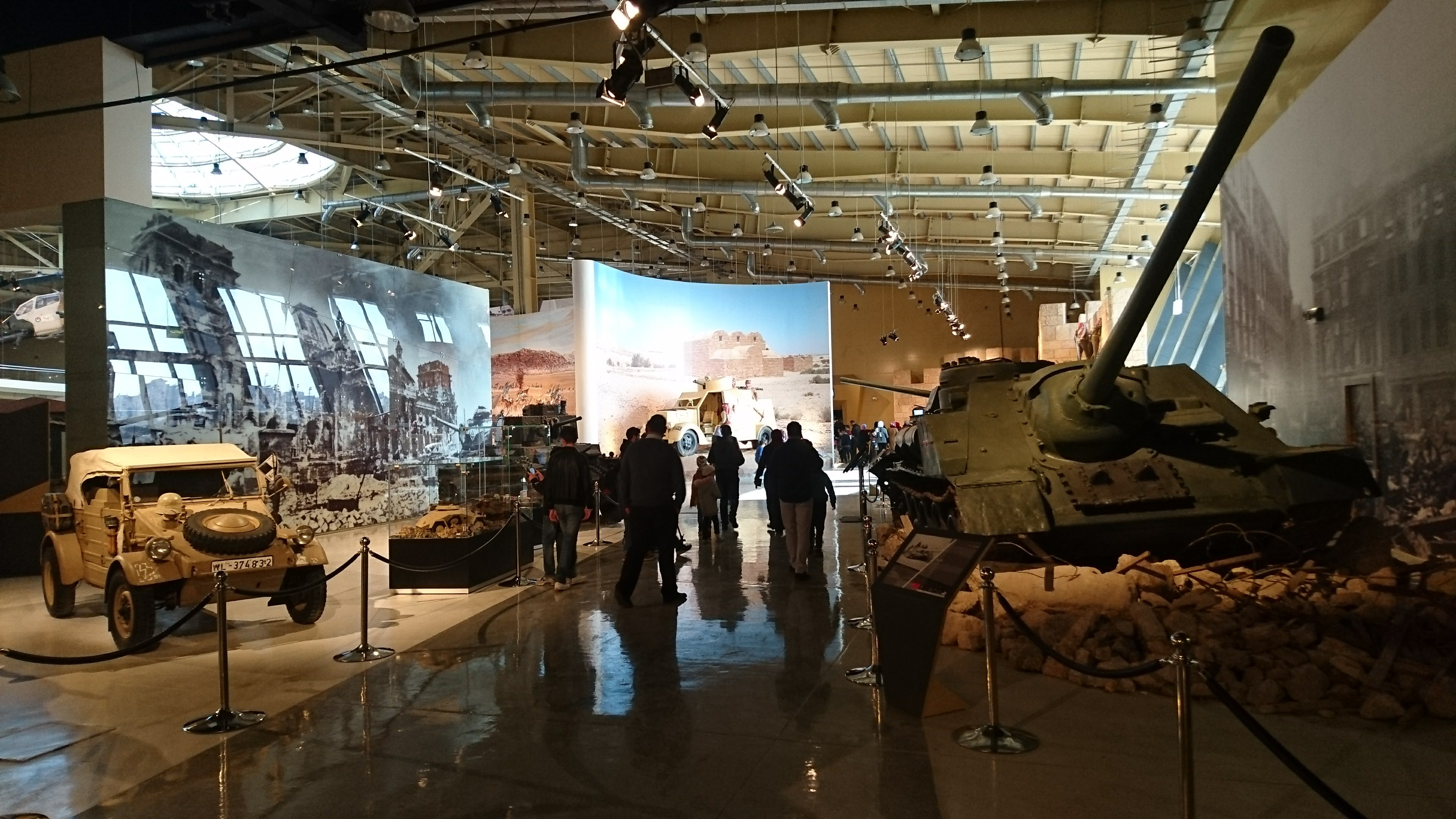
مشاهد من ستالينغراد وبرلين بالحرب العالمية
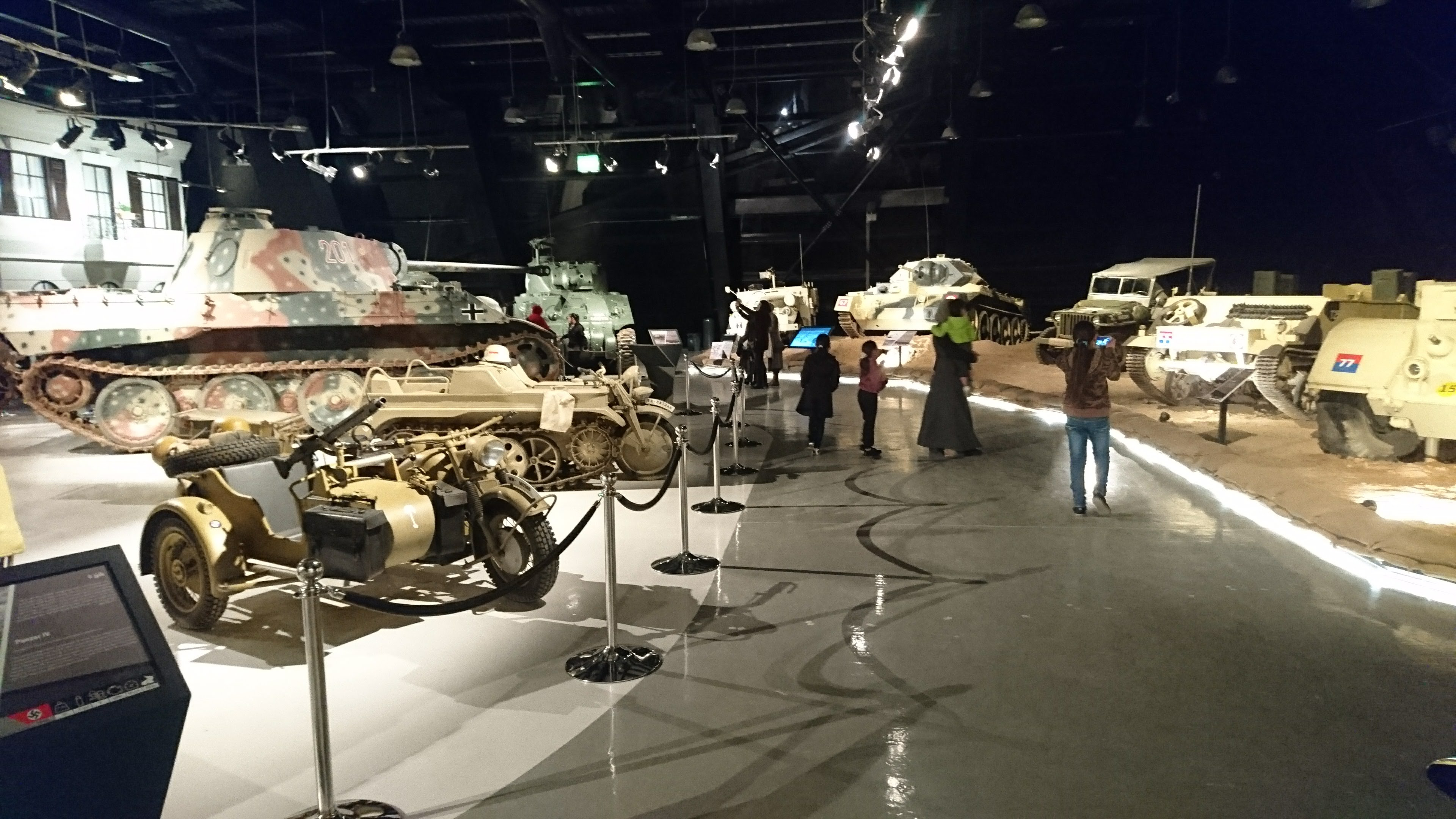
دبّابات وآليّات دول التحالف والمحور
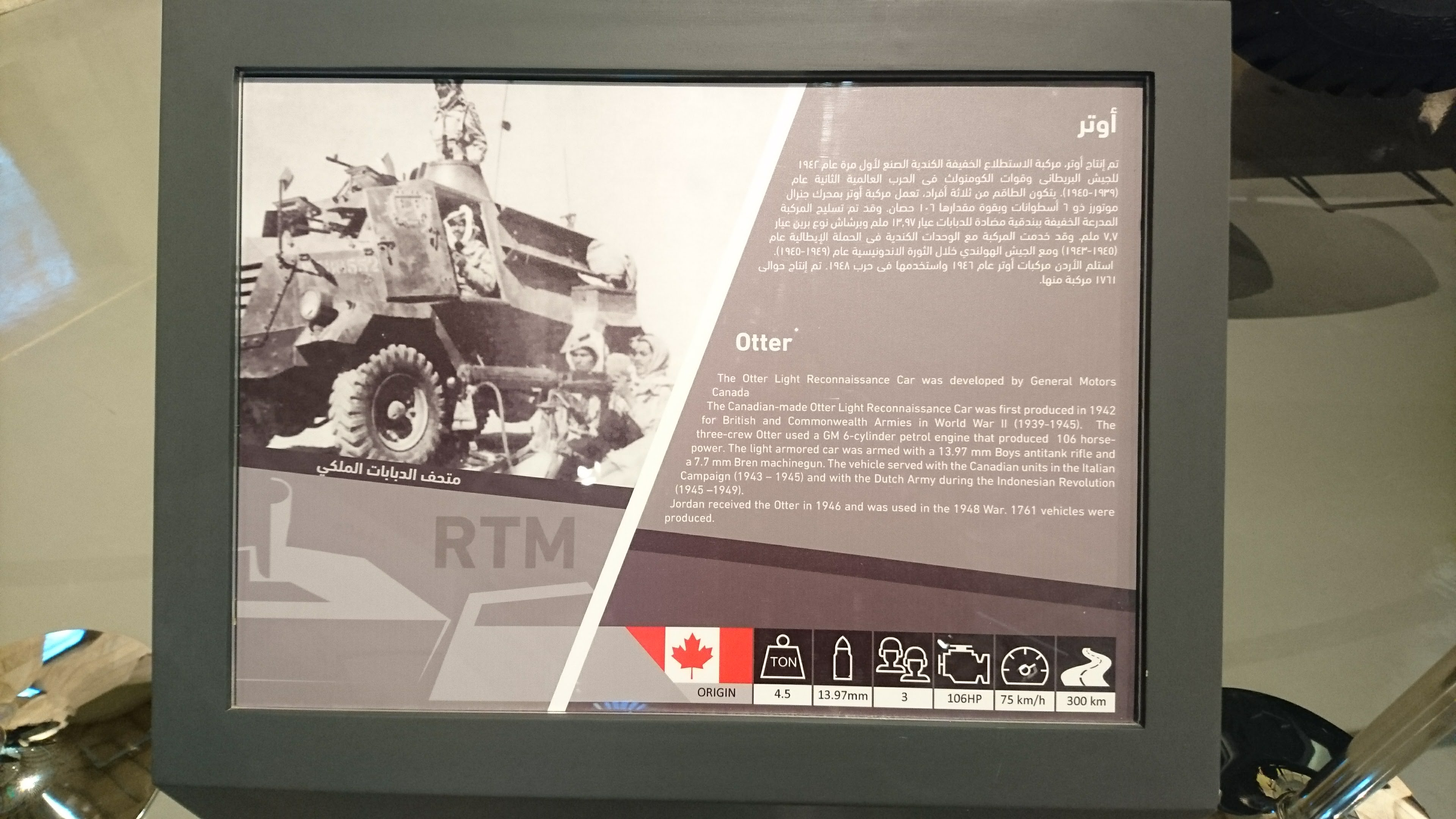
لوحة توضيحية لمركبة معروضة

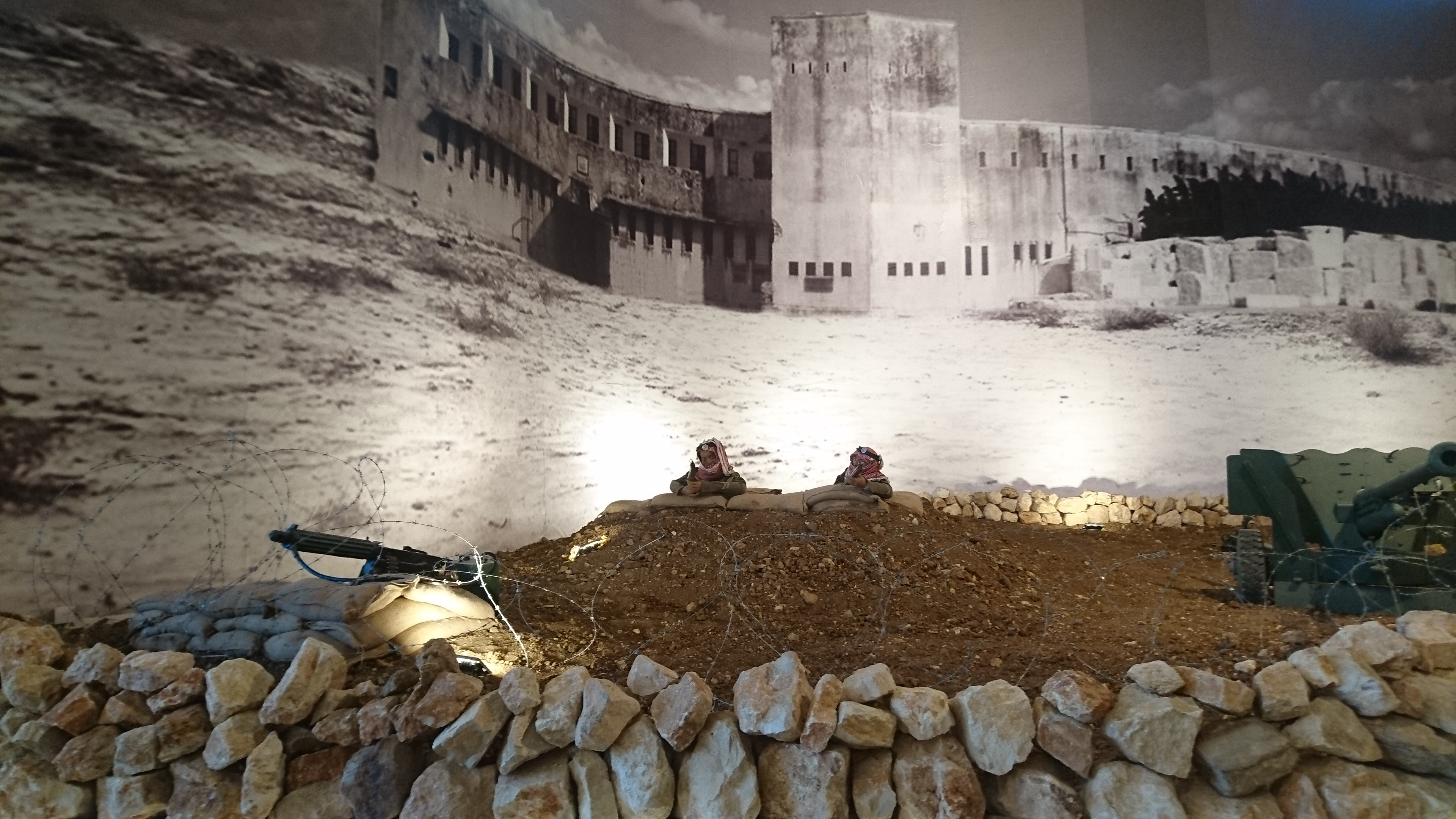
بانوراما لمعركة اللطرون 1948
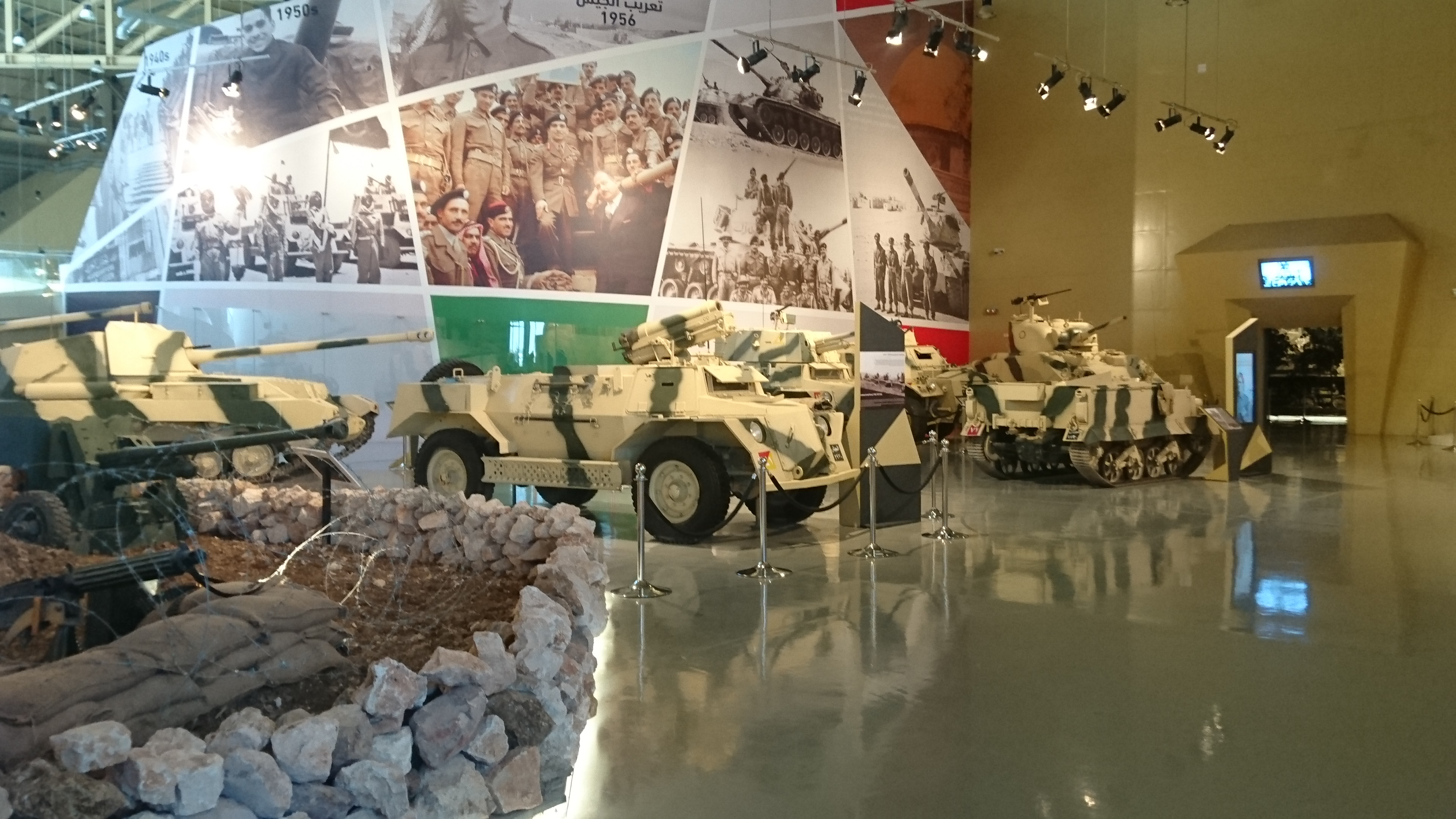
صالة الجيش العربي
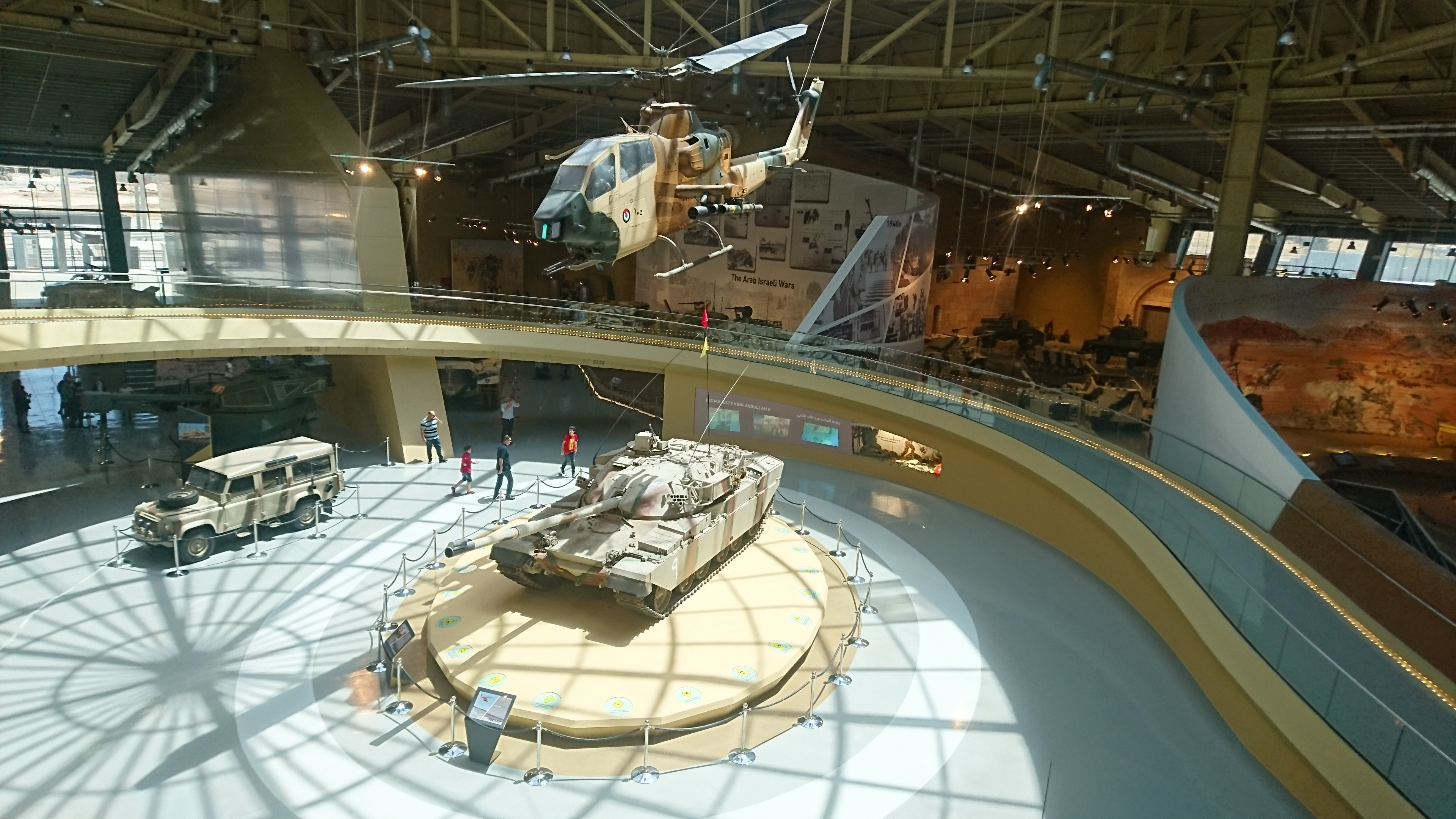
مركز المتحف من أعلى
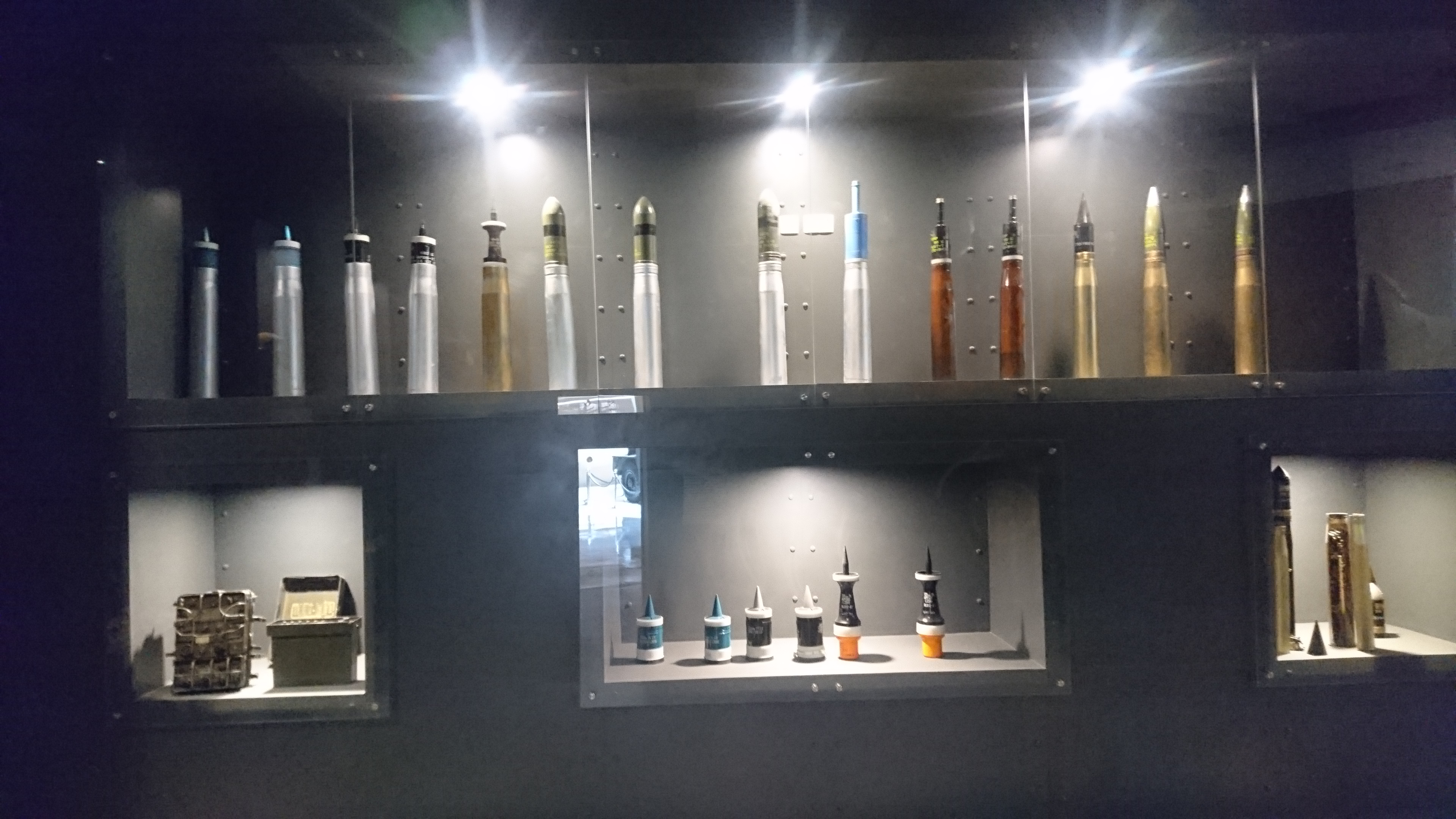
عدد من قذائف الدبابات

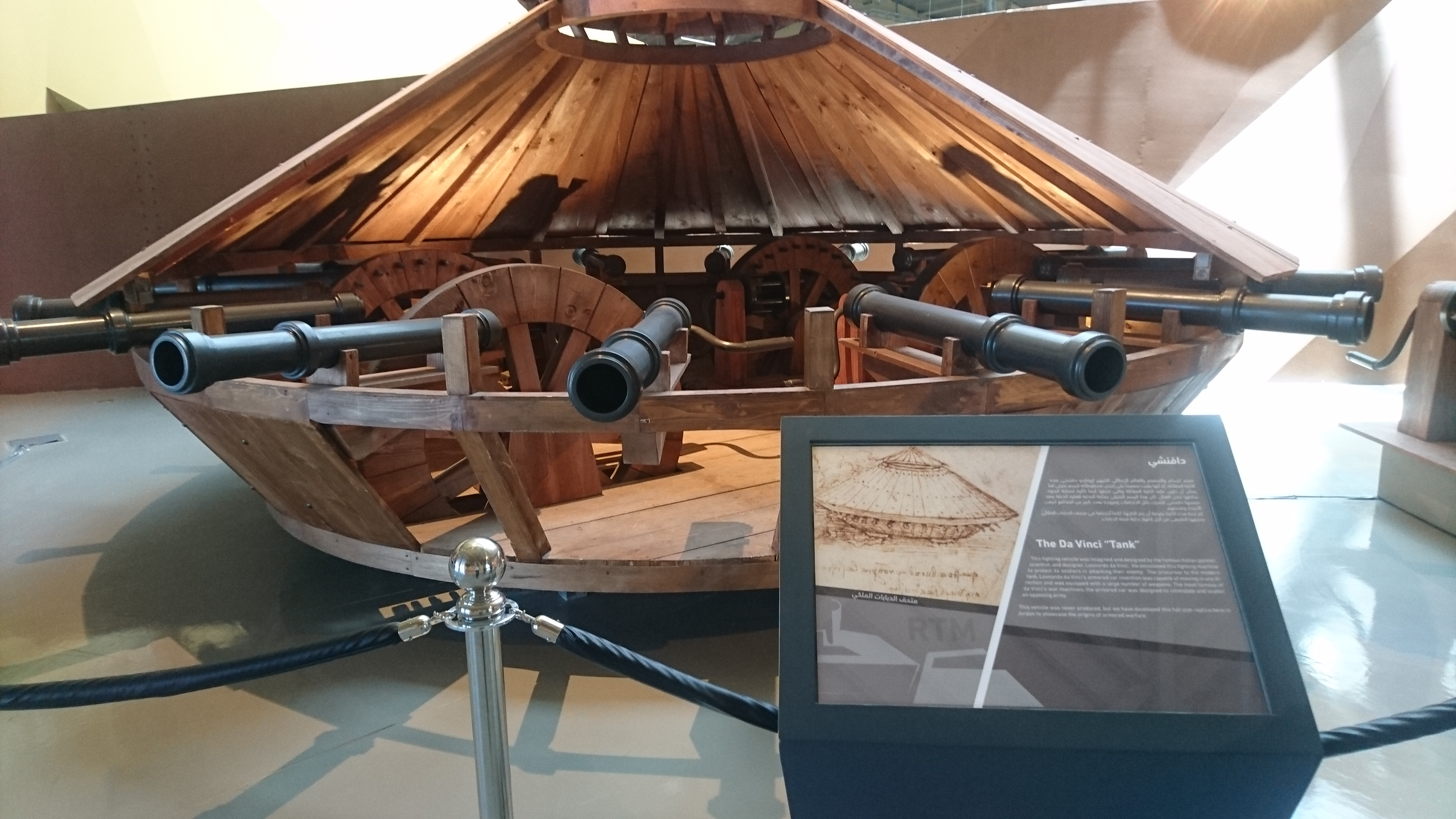
نموذج دبابة ليوناردو دافنشي
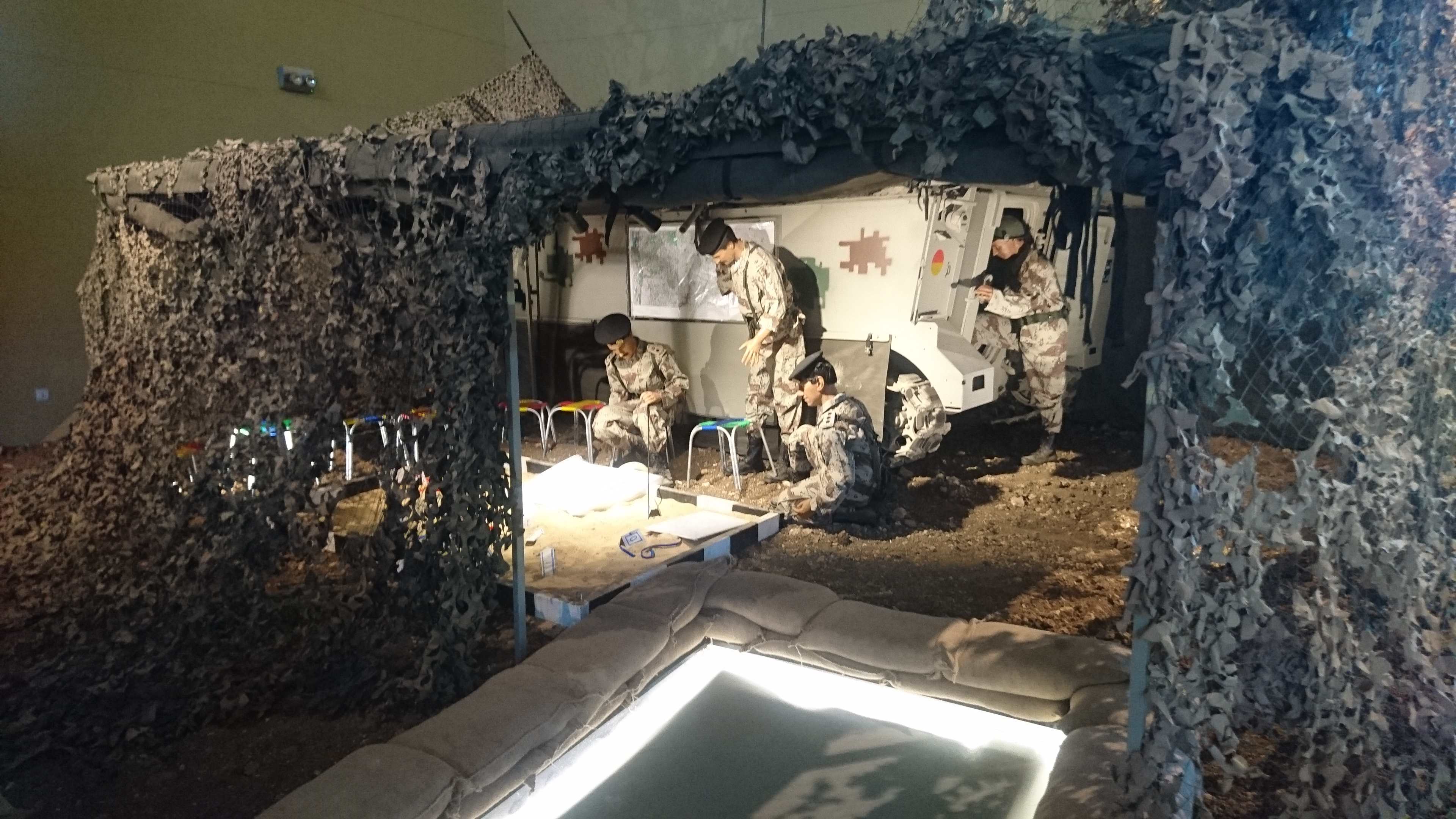
مجسم لغرفة عمليات المعركة
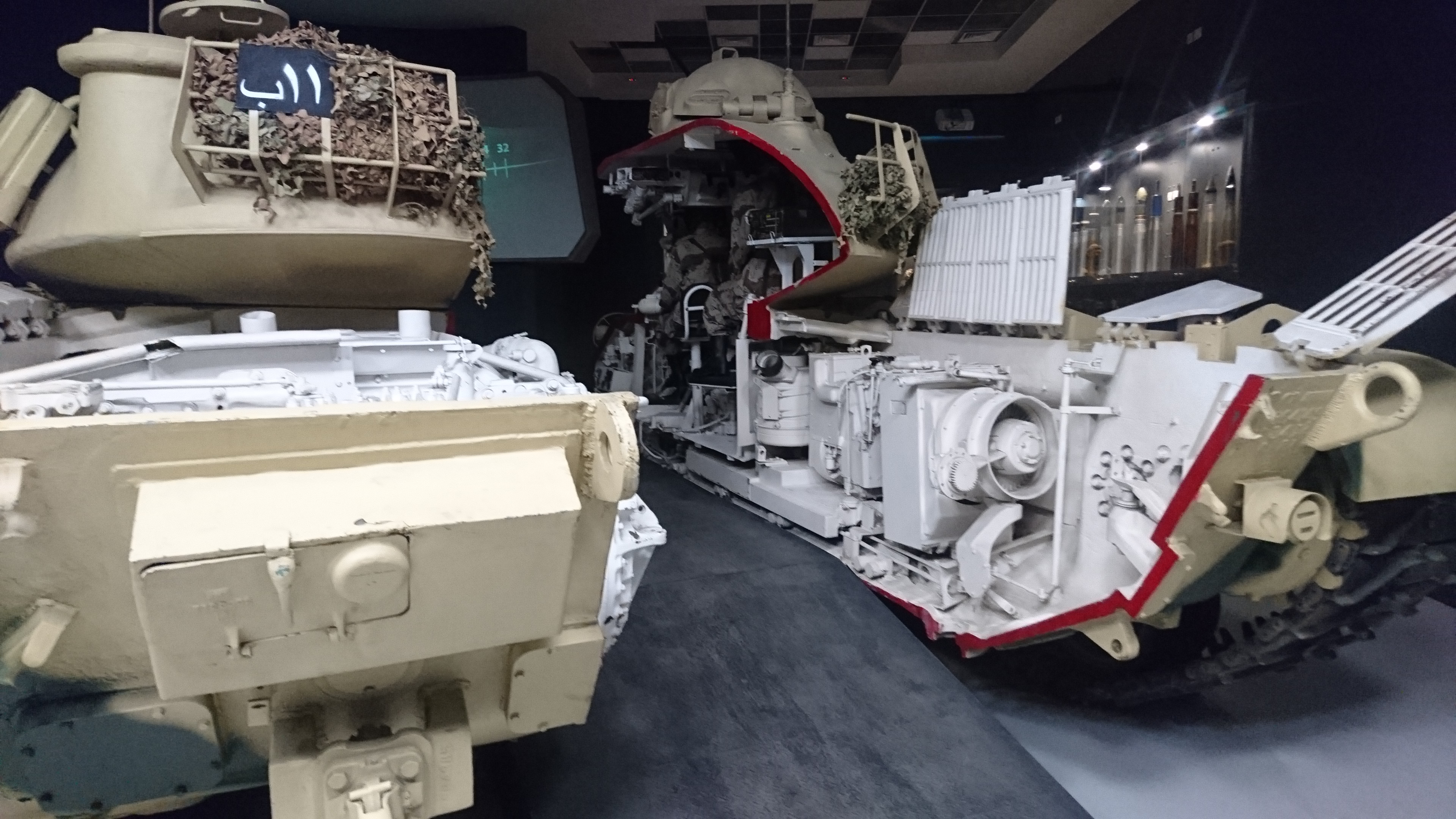
مقطع من دبابة
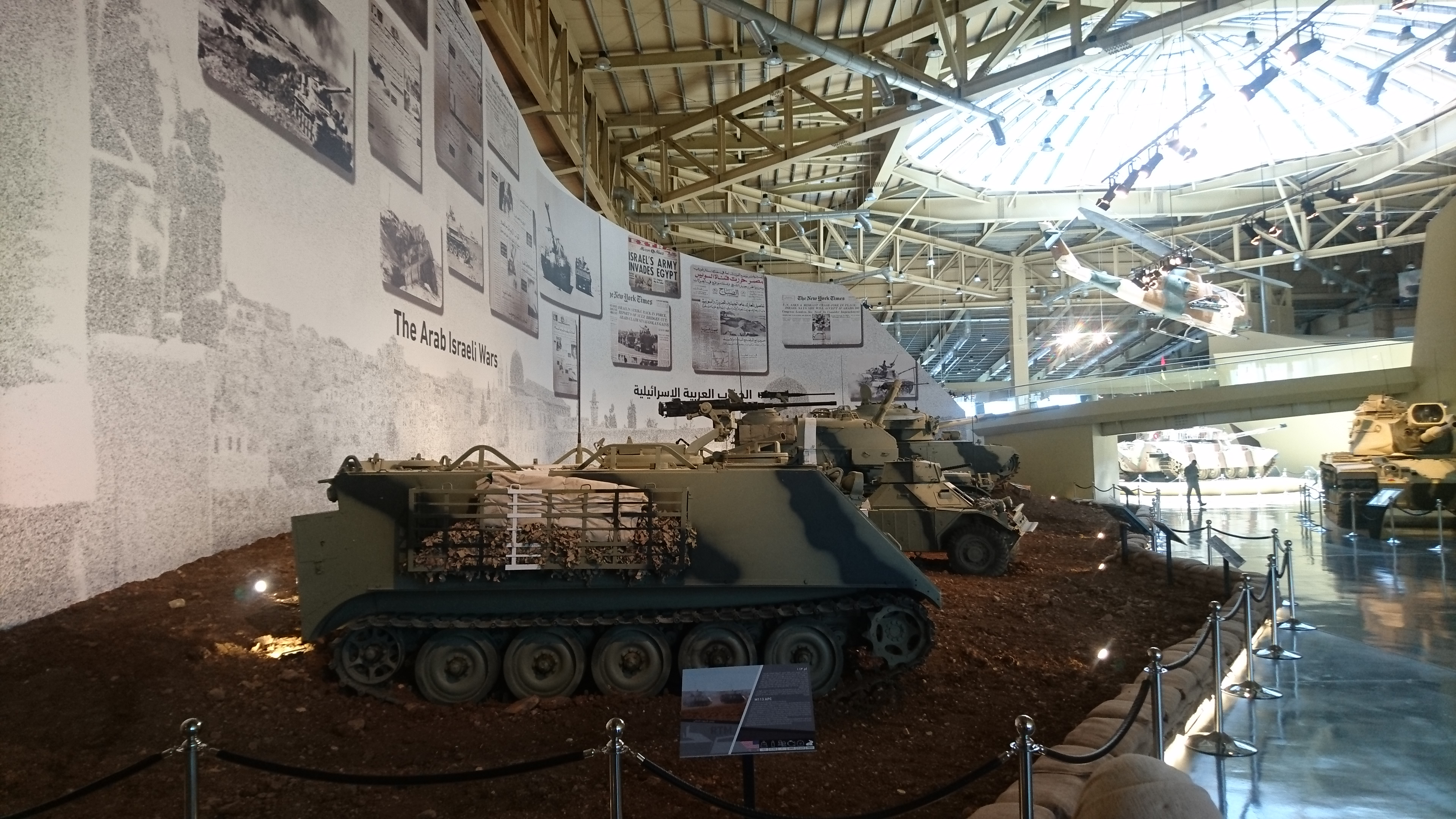
صالة الحروب العربية الإسرائيلية

## معلومات
- 1 شهد الأردن تحوّلاً في نوعيّة المتاحف وحجمها خلال العقدين الماضيين، حيث تم إنشاء متاحف بمعاييّر عالميّة ومتخصِّصة في مجالات مُحدَّدة، مثل متحف السيارات الملكي (تم افتتاحه عام 2003) ومتحف الأطفال (تم افتتاحه عام 2007) و متحف الأردن (تم افتتاحه عام 2014)، وجميعها يقع في العاصمة عمّان.[150] ويُعتَبر متحف الدبابات الملكي من المتاحف المعنيّة بالحفاظ على الإرث الأردني والتي بلغ عددها أكثر من 24 متحفًا مُنتشرة في مختلف المحافظات الأردنيّة.[63]